# Стовповий вітряк

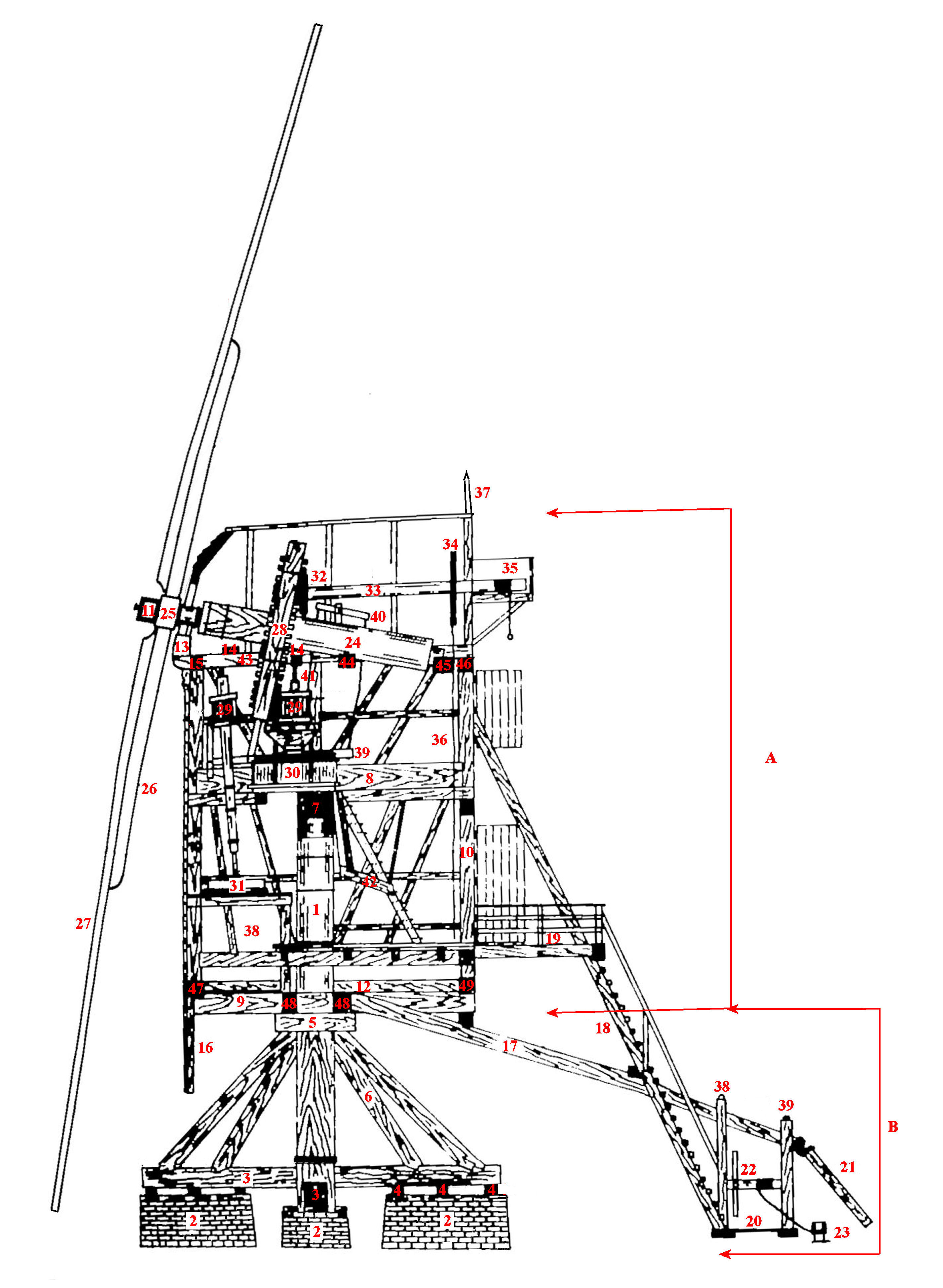
Будова стовпового вітряка на два посади:
1 — вертикальний брус («дід») стільця (вісь обертання), 2 — підмурки, 3 — горизонтальна хрестовина, 4 — підкладки під хрестовину, 5 — сідло, 6 — підкоси, 7 — поворотна цапфа, 8 — поперечна середня балка («баба») з підп'ятником стільця, 9 — нижні парні поздовжні балки («брати»), 10 — вертикальні балки остова, 11 — квадрат крилового вала, 12 — дощовий фартух, 13 — подушка крилового вала, 14 — поперечна залізна балка, 15 — передня поперечна верхня балка, 16 — передній звис («грудна голка»), 17 — воротило, 18 — сходи, 19 — галерея, 20 — місток («лавка») коловорота, 21 — ходова стійка, 22 — коловорот, 23 — пал для троса, 24 — криловий вал, 25 — втулка крилового вала, 26 — рамена крил, 27 — обшивка крил, 28 — гальмове колесо, 29 — шестерня веретена жорна, 30, 31 — посади, 32 — шестірня вала підіймача, 33 — вал підіймача, 34 — вилкове колесо (для ручного обертання вала підіймача), 35 — барабан підіймача з намотаним тросом, 36 — мотузка для ручного обертання вала підіймача, 37 — шпиль-полотенце, 38, 39 — стійки містка коловорота, 39 — брус-противага гальма, 40 — внутрішній гальмовий важіль, 41 — мотузок гальма, 42 — лоточок для борошна, 43 — дахова балка, 44 — парна балка, 45 — задня опорна балка крилового вала, 46 — задня верхня балка, 47 — передня нижня балка, 48 — короткі «ношеві» балки, 49 — задня нижня балка

Стовповий вітряк, також німецький вітряк, стовповик, стовпівка, козловий вітряк — різновид вітряного млина, що обертаються всім корпусом навколо осі-опори. Є найдавнішим типом вітряків з горизонтальним криловим валом, їхню появу в Європі відносять до X століття. Частіше за все такі вітряки мають невеликі розміри, 1-2 поверхи, і в них розміщують тільки один посад (пару жорен). Орієнтація крил проти вітру здійснюється зазвичай вручну, за допомогою масивного важеля-воротила, рідше — за допомогою вертушки на шатрі через систему коліс.

## Назва
Вітряки такого типу можуть називатися і стовповими (англ. post mill, нід. standerdmolen (standaardmolen), staakmolen, нім. Ständermühle), і козловими (нім. Bockwindmühle, пол. koźlak, wiatrak kozłowy), проте, в деяких джерелах ці терміни розрізняються: перший вживається щодо млинів, у яких опорний стовп закопується в землю, другий — щодо млинів, у яких він встановлюється на перехресті і споряджається підкосами. Такі вітряки також називаються «німецькими»: припускають, що на території України вони з'явилися вперше в XVI столітті, потрапивши туди з Німеччини (у самій німецькій мові їх теж можуть називати Deutsche Windmühle).

## Опис

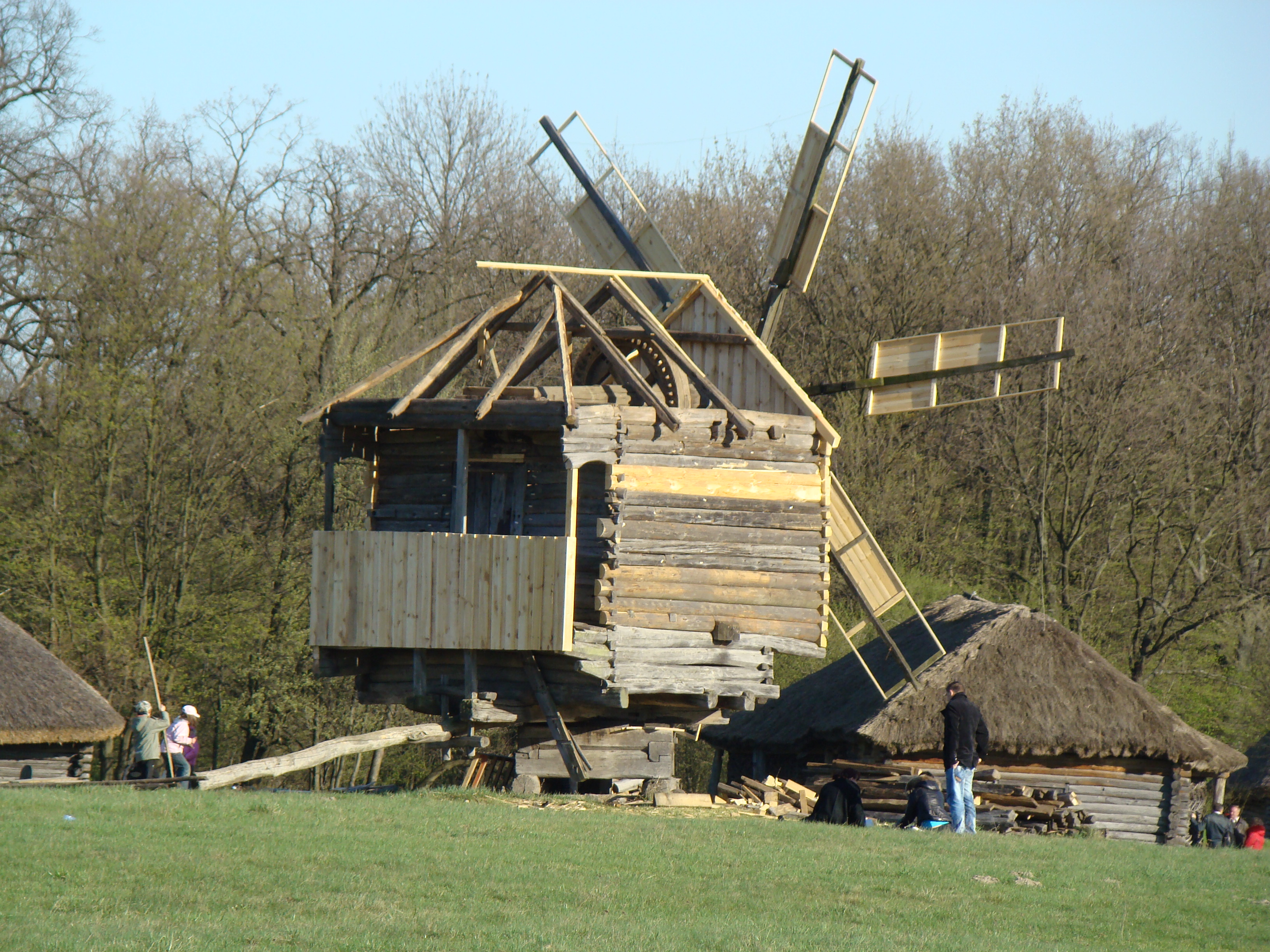
Вітряк зі знятим дахом з с. Лісове, Чернігівської обл. Музей у Пирогові.

Опорою стовпового вітряка є виготовлена з товстих брусів конструкція — стілець (також називався під). Для його влаштування дві балки довжиною близько 8 м з'єднувалися хрестоподібно і встановлювалися для запобігання гниттю на кам'яних підмурках. У місці їхнього перехрестя ставився вертикальний брус висотою 6-7 м (дід, король), що для з'єднання з горизонтальними балками був споряджений знизу хрестоподібною виїмкою. У вертикальному брусі близько середини його висоти зроблені гнізда, в які входять шипи 4 похилих брусів-підкосів, нижні кінці яких своїми шипами входять у гнізда на кінцях горизонтальних балок. Вище підкосів вертикальний брус набуває круглого перерізу, утворюючи заплічка, на яких встановлено сідло, складене з чотирьох врублених один в одного коротких горизонтальних брусків, що оточують брус. На сідлі лежить залізна шайба, на шайбі — дві паралельні горизонтальні балки (брати́), розташовані обабіч вертикального бруса впритул до нього. Між цими балками закріплений верхній кінець воротила, а зверху на них лежать чотири перпендикулярних ним балки: дві теж впритул до бруса, дві на кінцях. Кінці двох нижчих і чотирьох вищих балок зв'язані зі стінками вітряка, а на чотирьох вищих балках наслана підлога першого поверху. На верхньому кінці вертикального бруса укріплена цапфа, що входить у підп'ятник, встановлений у нижню частину горизонтальної балки (баби), що проходить прямо під посадом і передає всю вагу вітряка на вертикальний брус стільця. На Півночі Росії застосовувалася дещо відмінна конструкція стільця: вертикальний стовп підпирали кілька похилих колод, а зверху на них встановлювався зруб у 3-4 вінці, що розширявся догори. Оскільки центр ваги стовпового вітряка за рахунок важкого крилового вала був зміщений допереду, відповідно зміщався ближче до передньої стінки вертикальний брус стільця.

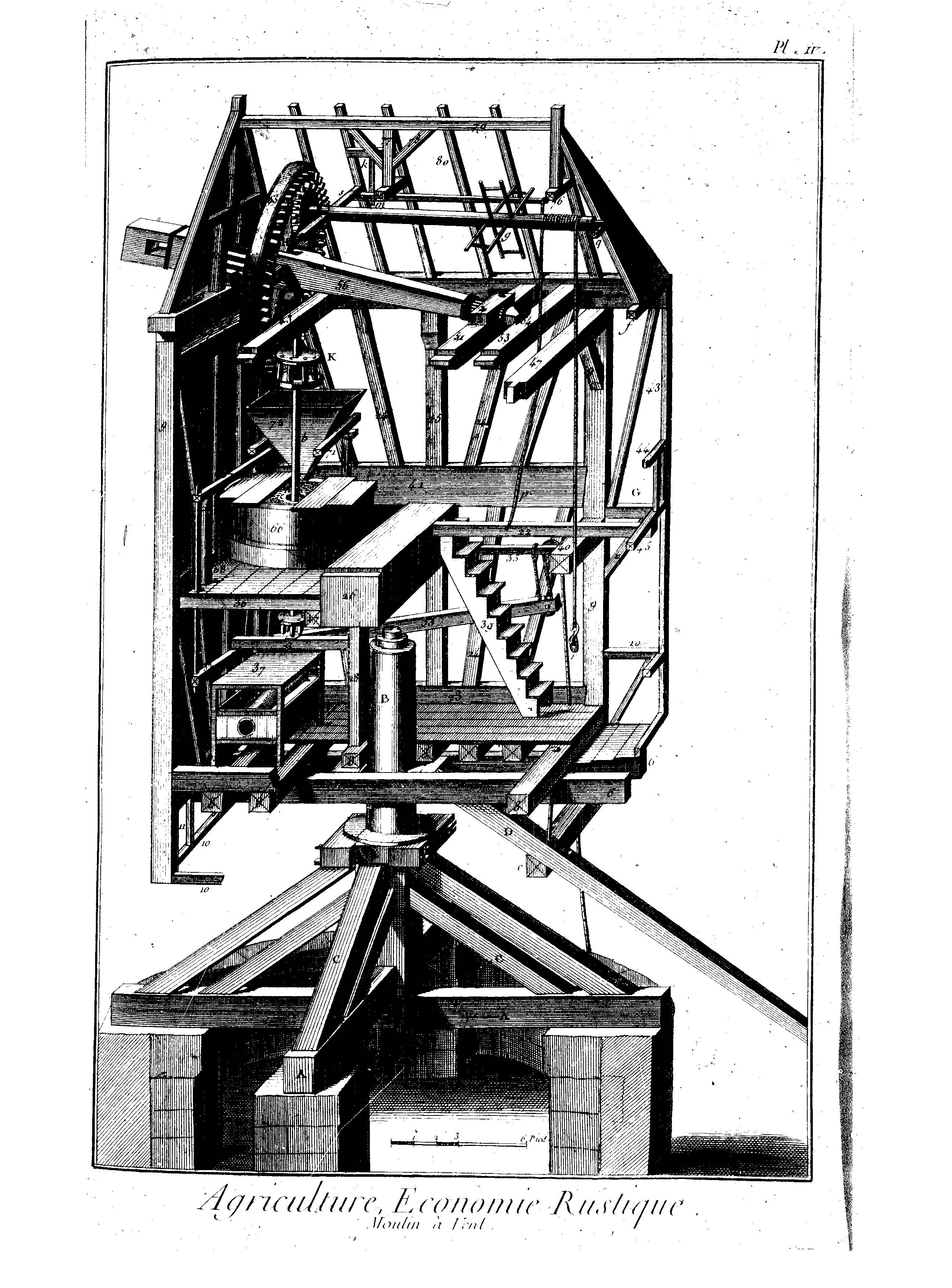
Малюнок стовпового вітряка з «Енциклопедії» Дідро та Д'Аламбера, 1762 р.

Корпус вітряка міг бути рубленим або каркасним (дощатим). У разі спорудження млина з дощок на поперечні балки встановлювалися чотири вертикальні бруси, які утворювали кути вітряка, на них лежали поздовжні горизонтальні балки, що служили основою даху. На поздовжніх балках встановлювалися поперечні, з яких передня була товстішою і підпиралася знизу додатковим вертикальним брусом, бо вона була опорою крилового вала. Остов покривався дощатою обшивкою з двосхилим дахом-шатром. Криловий вал у передній частині був квадратним, до заднього він потоншувався і мав у цьому місці круглий переріз; він встановлювався на кам'яній чи залізній подушці на передній поперечній балці, а заднім круглим кінцем входив у чавунне гніздо, вроблене у задню поперечну балку. На вал насаджувалося палечне колесо (його називали ще гальмовим, бо по його окружності йшли гальмові колодки), пальки якого зчіплювалися з цівами шестерні, закріпленої на вертикальному веретені. Верхній кінець веретена входив у балку-кобилицю, нижній впирався у порплицю верхнього жорна. Знизу верхнє жорно підпирало нижнє веретено (підверетено), що впиралося в підп'ятник нижньої кобилиці і проходило через наскрізну втулку (варжіль) нижнього нерухомого жорна. Якщо вітряк був обладнаний питлем, на нижньому веретені був кулачок-ексцентрик, який, обертаючись з веретеном, штовхав паралельний веретену вал, а вал передавав поштовхи шовковому рукаву питля, уможливлюючи йому просіювати борошно.
Орієнтація по вітру на більшості стовпових вітряків здійснювалася вручну: за допомогою довгого масивного важеля — вороти́ла (також відомого як коловорот, коловоріт, бендю́га, ви́рло, стріла, прави́ло, на Полтавщині жердь, жердя). Воротило могли обладнувати на кінці коловоротом, на який намотувався прокладений навколо млина канат чи ланцюг, для повертання вітряка могли використовувати й упряжних тварин.
Стовповий вітряк споряджався гальмом для зупинки крилового вала, що складався з колодок по окружності гальмового колеса, через тягу з'єднаних з важким брусом-противагою. Під час роботи брус був припіднятий за допомогою важелів, блоків і барабанного коловорота, для зупинки млина брус опускався і за потреби обтяжувався тягарем. Для підйому мішків існував підіймач з приводом від крилового вала, було передбачене і його ручне обертання за допомогою «вилкового» колеса.
Найраніші стовпові вітряки мали дуже маленькі розміри, що супроводжувалося їхньою несталістю: при потужному вітрі вони валилися на землю. Для запобігання цьому нижню частину стільця оточували земляним насипом, утворюючи своєрідний курган. Зі збільшенням розмірів сталість підвищилася, тому стільці стали відкритими.

### Вітряки на кострах
Вітряки такого типу поширені на Півночі Росії (басейн Мезені та Вологодська область). Стілець для них складався з пірамідальної кострової конструкції, усередині якої розташовувався вертикальний брус.

### Вітряки на рамах
Цей різновид вітряків конструктивно ближче до пальтраків. У них стілець оточував невисокий, до 1 метра, зруб. Нижня частина зрубу лежала на землі, а верхня кріпилася до підлоги і таким чином, переміщалася відносно нижньої. Конструкція забезпечувала більшу сталість порівняно з вітряками на звичайних стільцях.

### Вітряки з раундгаузами
Стілець могла оточувати і кругла споруда з конічним дахом (в англійській мові відома як roundhouse). Захищуючи від опадів і вітру простір під вітряком, вона виконувала функцію комори. Раундгаузи мали від одного до трьох поверхів. Одноповерхові мали два дверних прорізи, розташовані один навпроти одного, що уможливлювало безпечний вхід і вихід за будь-якого напрямку вітру (якщо низькорозташовані крила обертаються над одним з входів). Раундгауз у більшості випадків не був тримним елементом, але вітряк такого типу міг бути влаштований і за принципом пальтрака: на даху в цьому випадку розташовувалася опорна вальниця з роликами, на якій обертався корпус. У ранніх варіантів таких вітряків раундгаузи будували навколо відкритих стільців, у пізніших кругла будова вже була питомою частиною конструкції. Зрідка траплялися опорні будови не круглого, а багатокутного плану.

### Колчанові вітряки
Серед вітряків з обертовим корпусом існує специфічний тип — вітряки з порожнистим опорним стовпом, які також називаються «колчановими» (нім. Kokerwindmühle, Köcherwindmühle). Обертовий корпус встановлюється на невисокій пірамідальній (рідше циліндричній чи конічній) вежі, усередині якої проходить вертикальне веретено, а споживач вітряної енергії (жорна на борошномельних вітряках, пилорама на лісопильнях, насос на вітронасосах тощо) розташовуються в нижньому приміщенні. За принципом роботи колчанові вітряки, таким чином, поєднують ознаки стовпових і шатрових. У Франції вітряки такого типу поширені на території давньої провінції Анжу (зокрема, в регіоні Сомюруа), де йменуються «льоховими млинами» (фр. moulin cavier): споживачі вітряної енергії в них розміщуються частково під землею, у своєрідному льосі під нижньою нерухомою частиною млина.

## Галерея

Стовпові вітряки
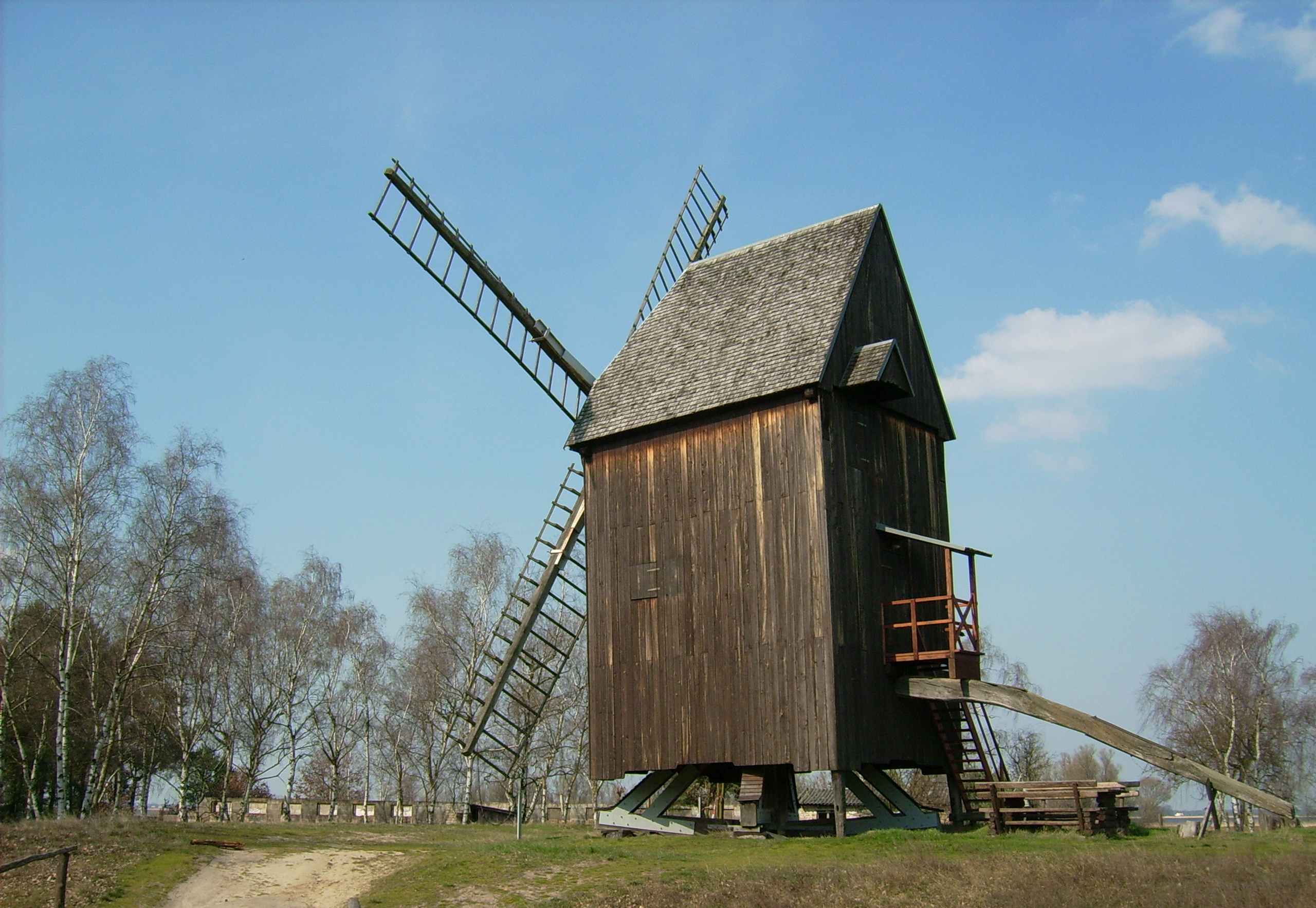
Вітряк у Бранденбурзі
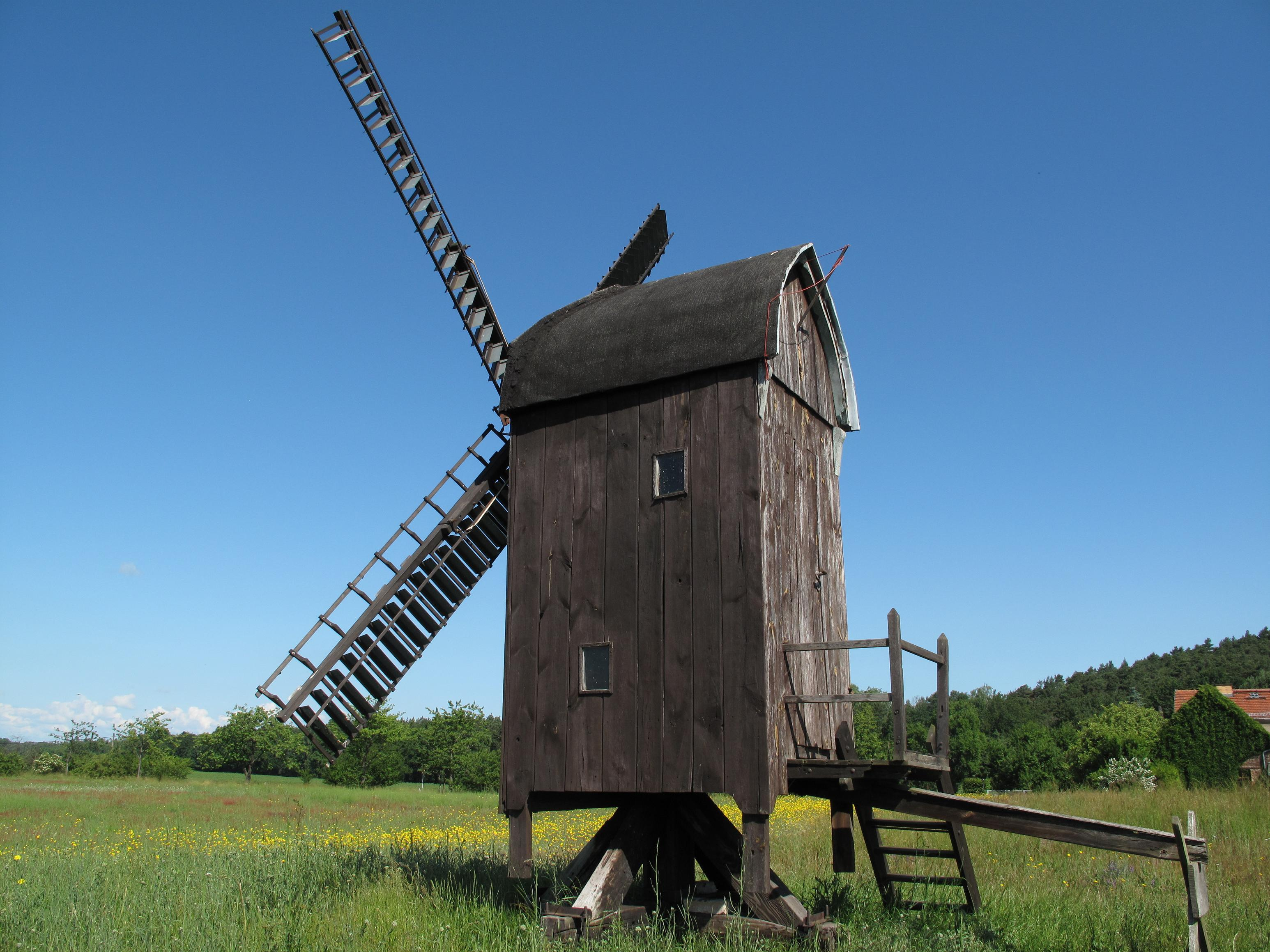
Вітряк у районі Потсдам-Міттельмарк, Німеччина.
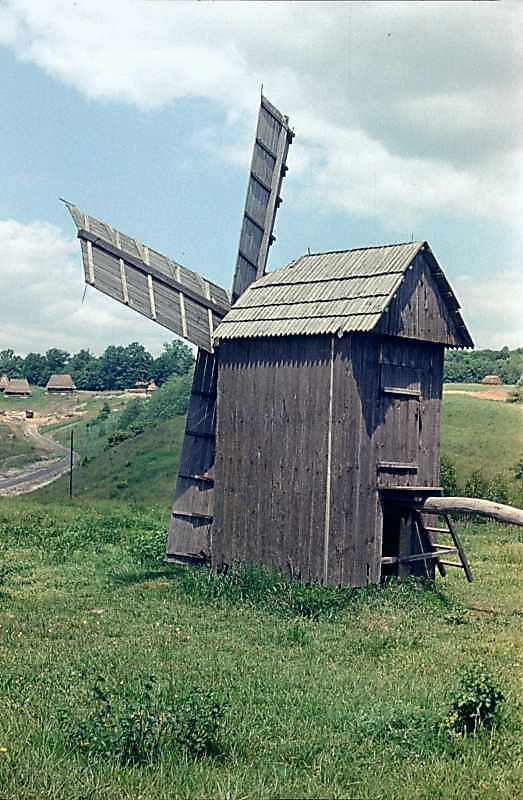
Вітряк із села Кримне Волинської області. Музей у Пирогові.
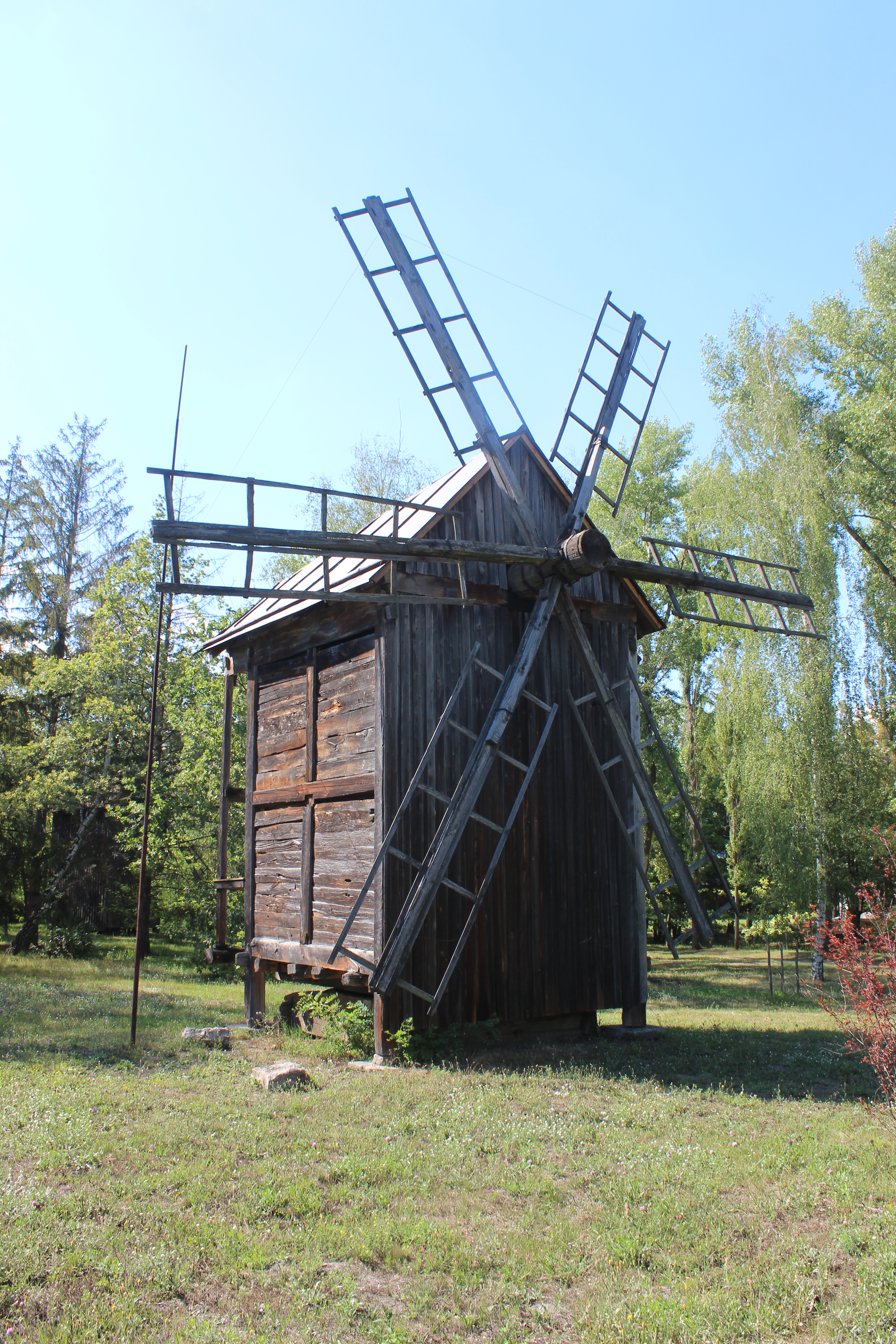
Вітряк із с. Довжик. Музей народної архітектури та побуту Середньої Наддніпрянщини
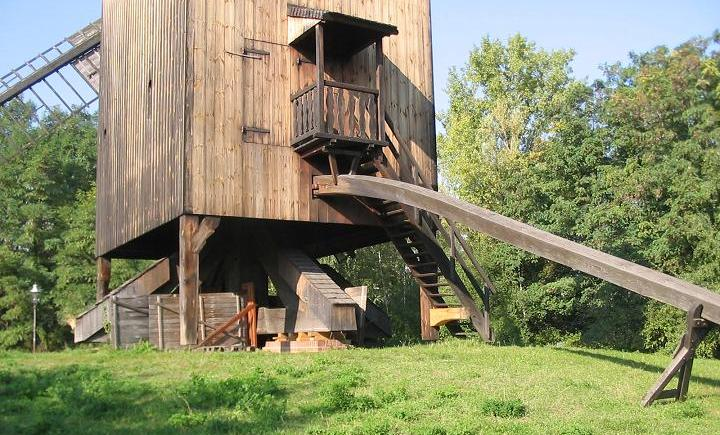
Воротило

Вітряки на зрубах
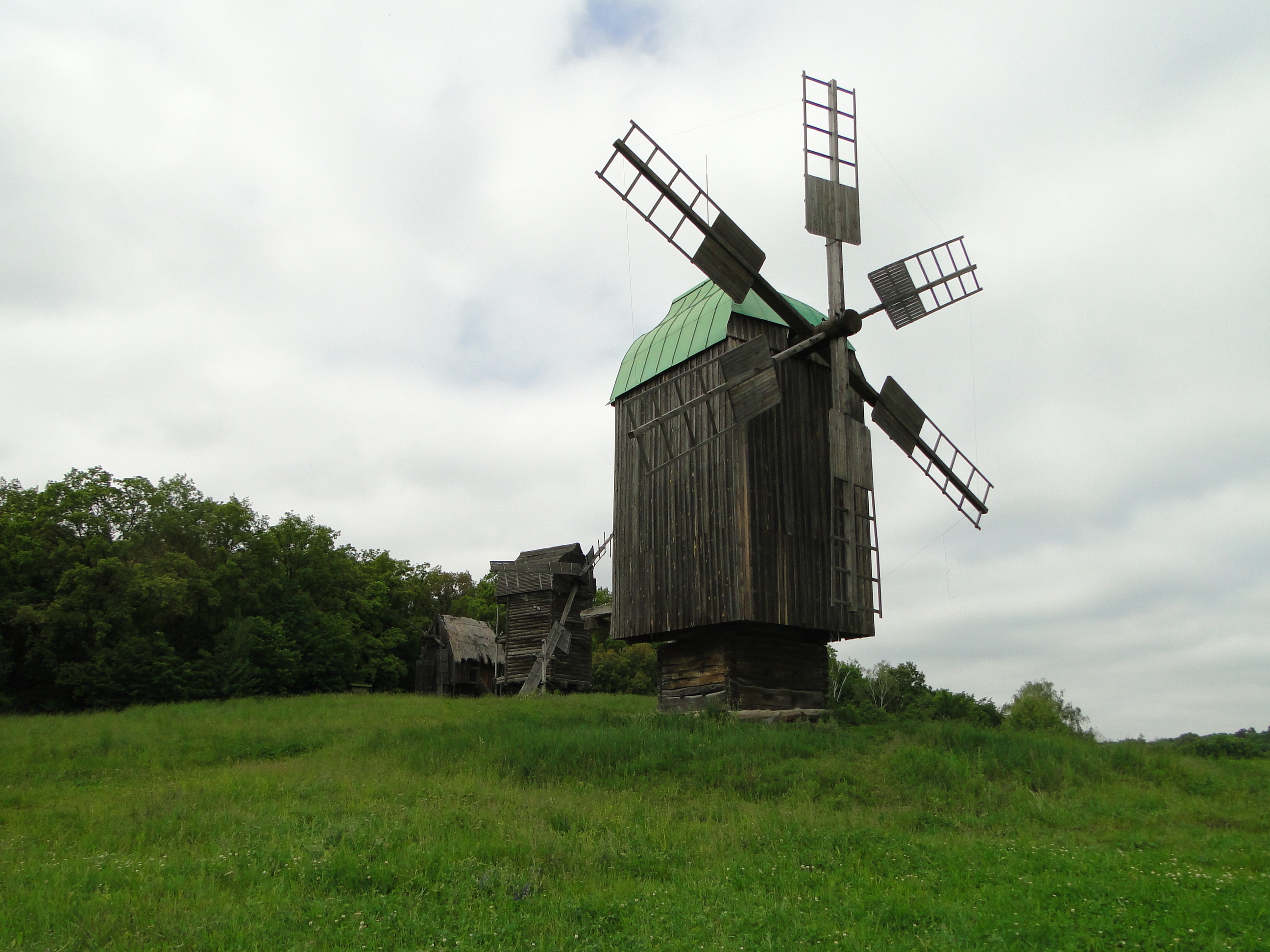
Вітряк у Національному музею народної архітектури та побуту України
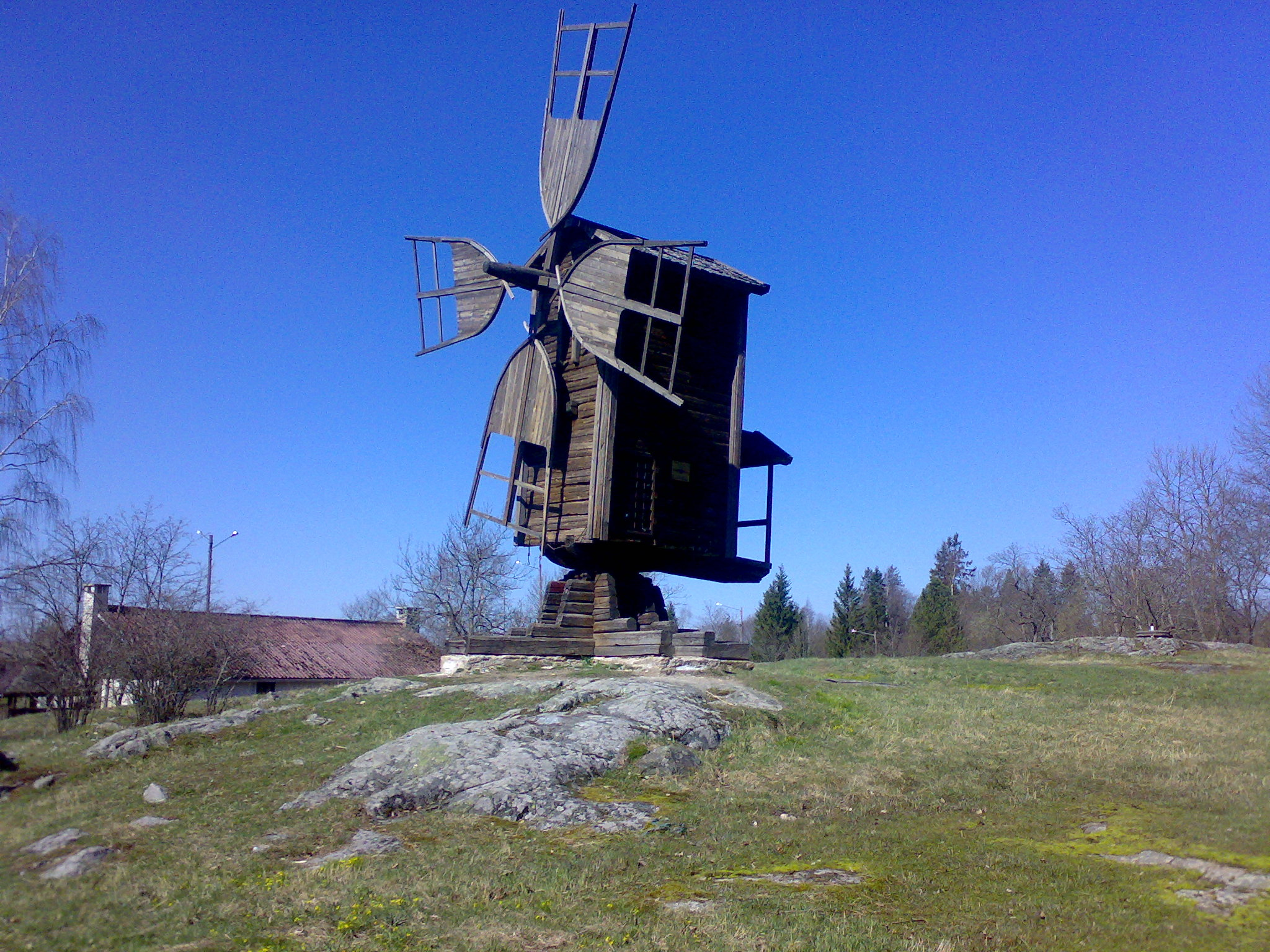
Вітряк на рубленому стільці. Фінляндія.
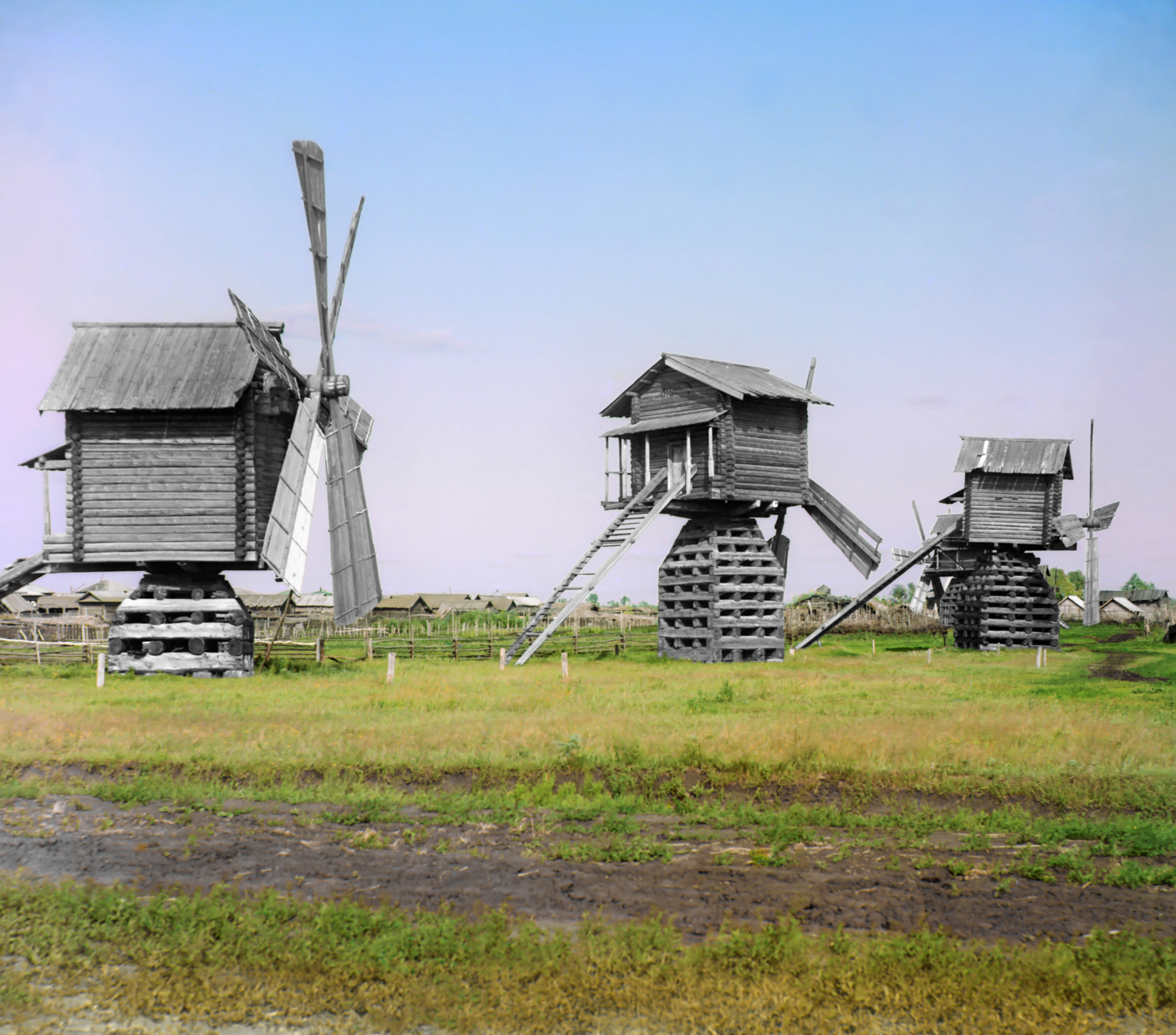
Вітряні млини в Сибіру. Фото С. М. Прокудіна-Горського, 1912 р.
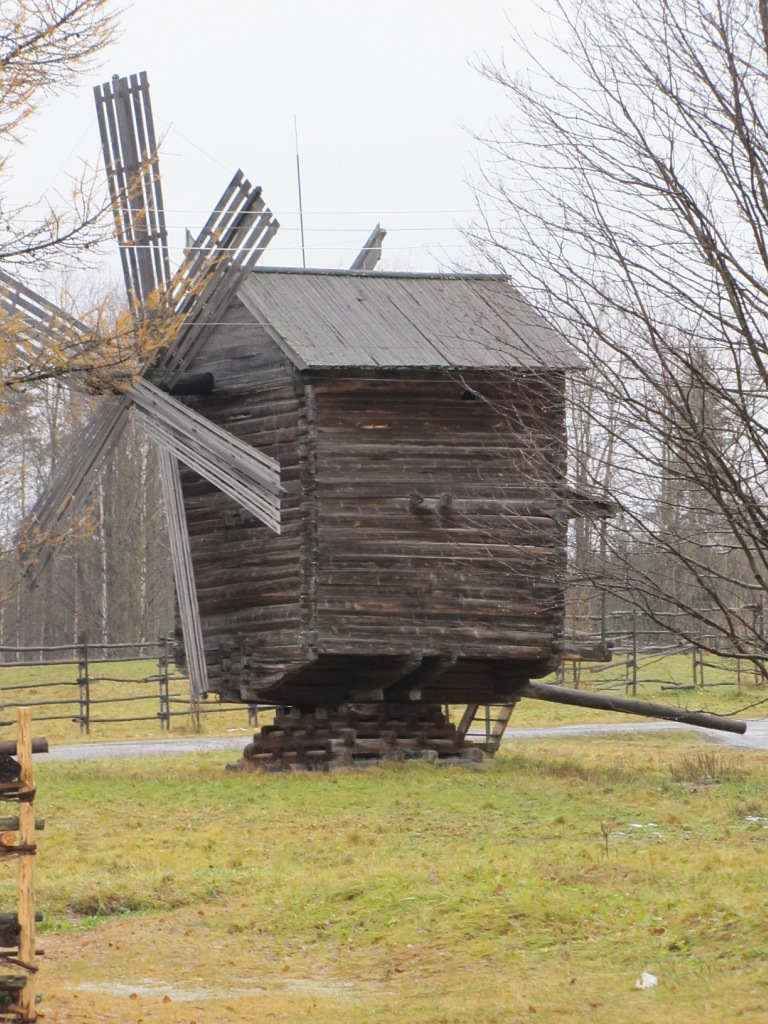
Вітряк на низькому кострі. Малі Корели, Росія.
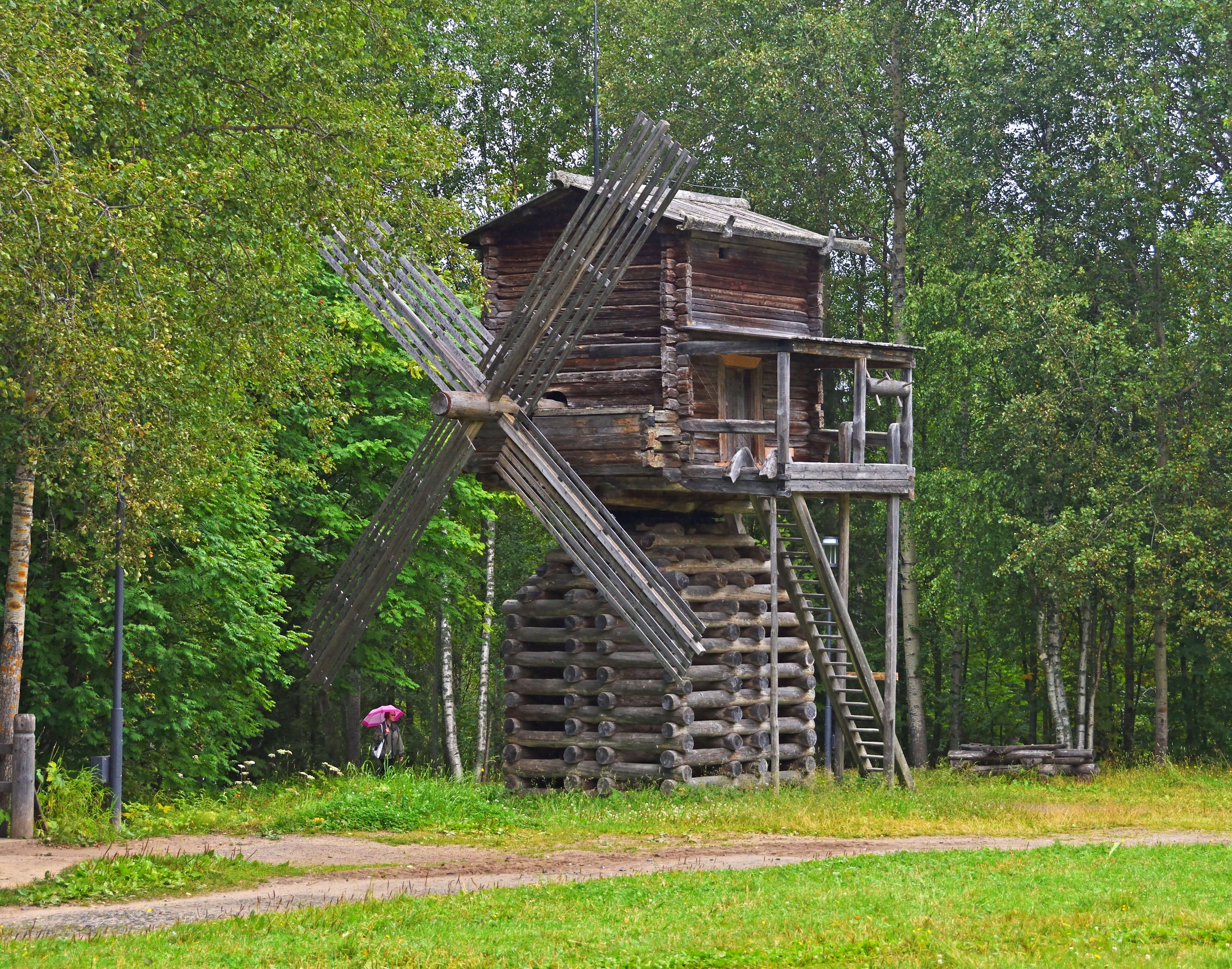
Вітряк на високому кострі. Малі Корели.
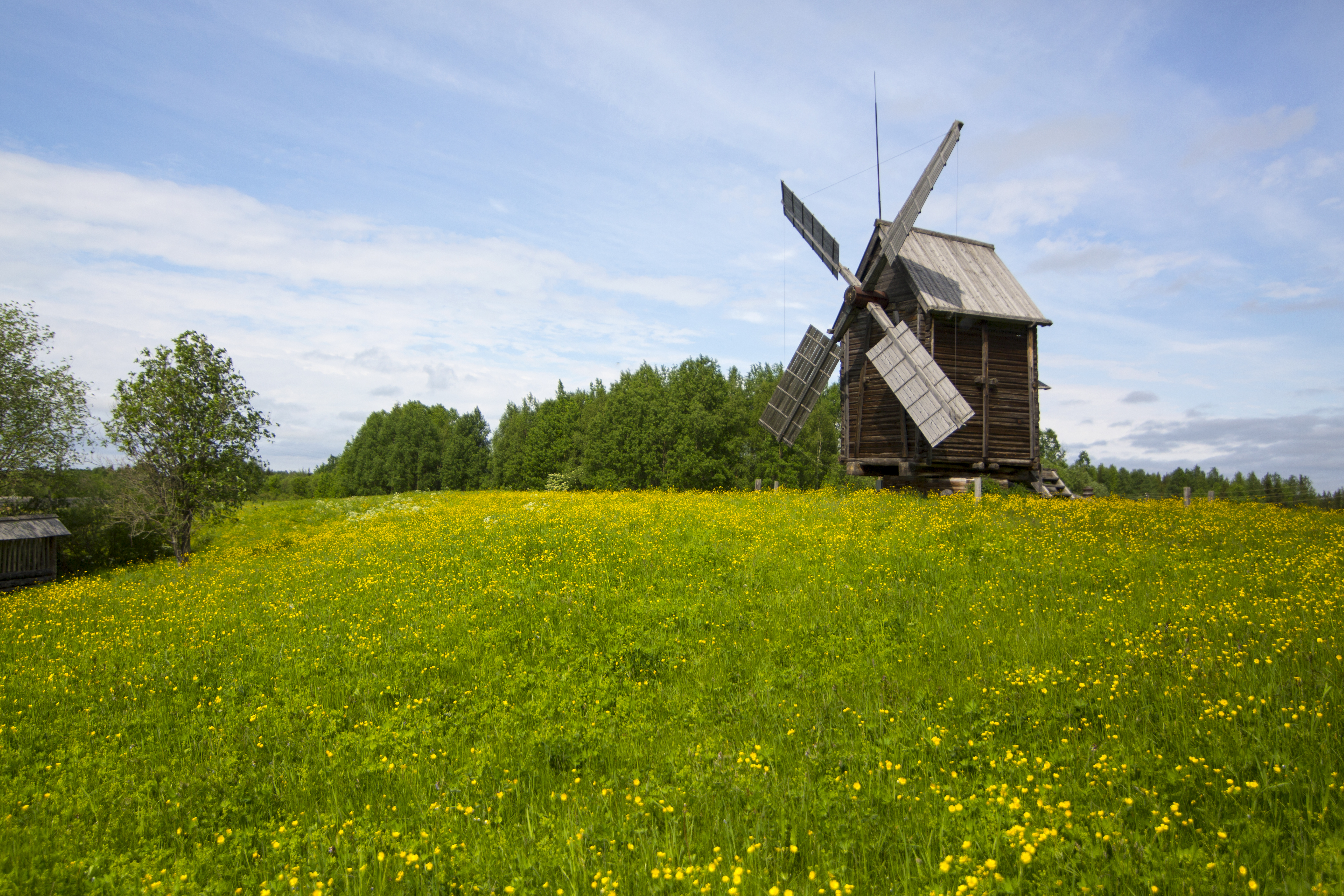
Вітряк на рубленій рамі. Малі Корели.
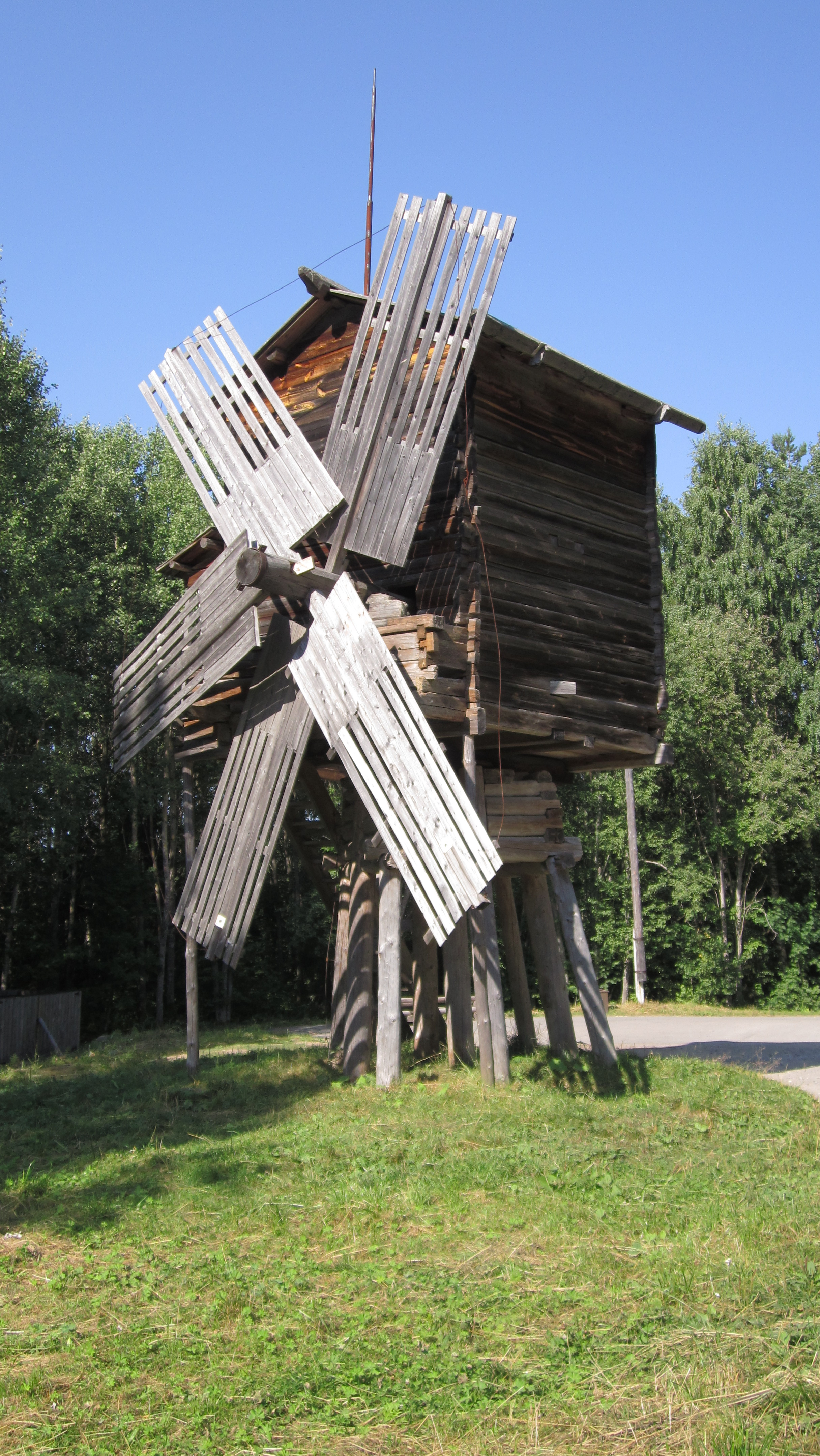
Вітряк на стільці зі зрубом. Малі Корели.

Стільці вітряків
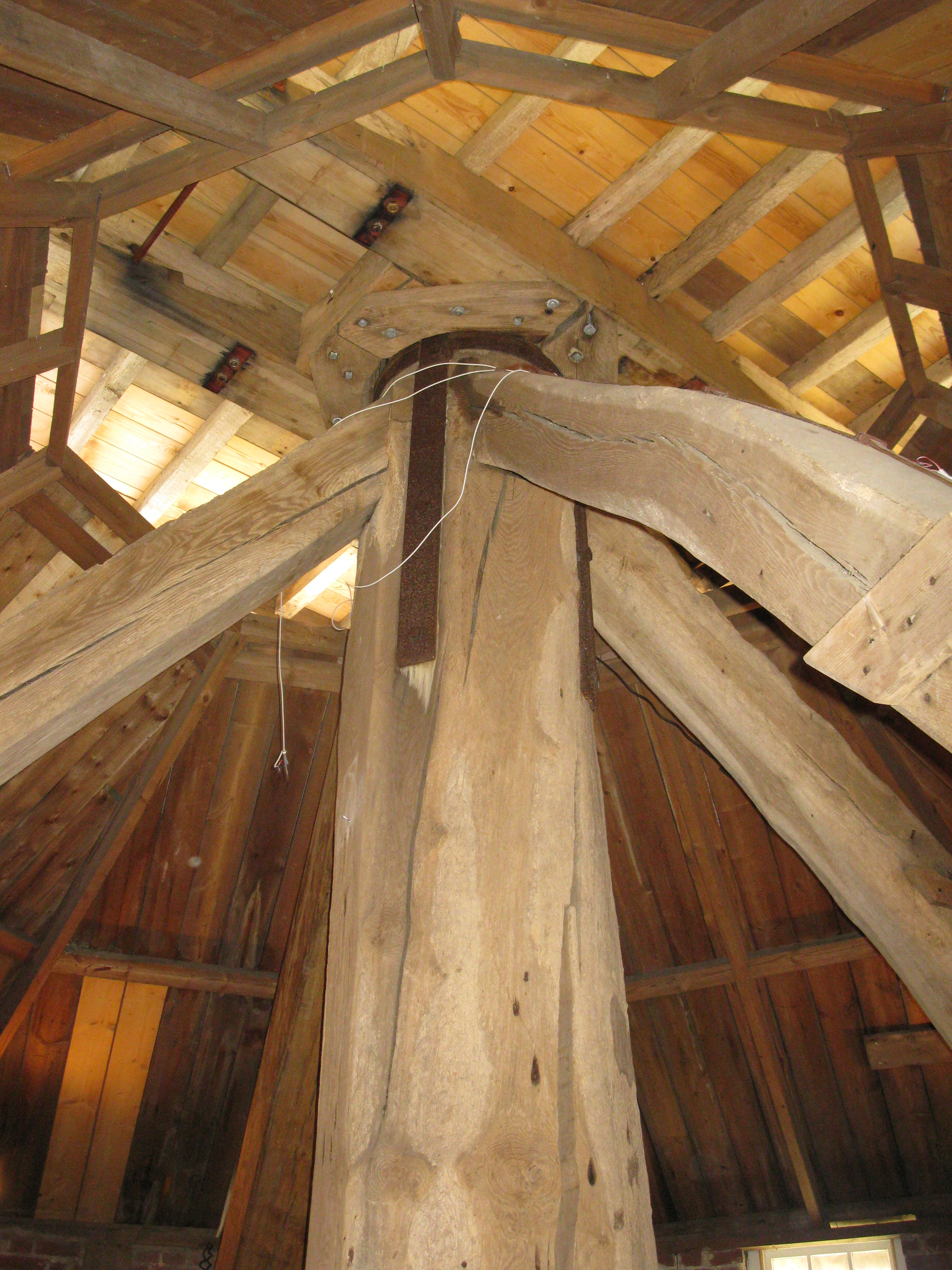
Поворотний стілець стовпового вітряка
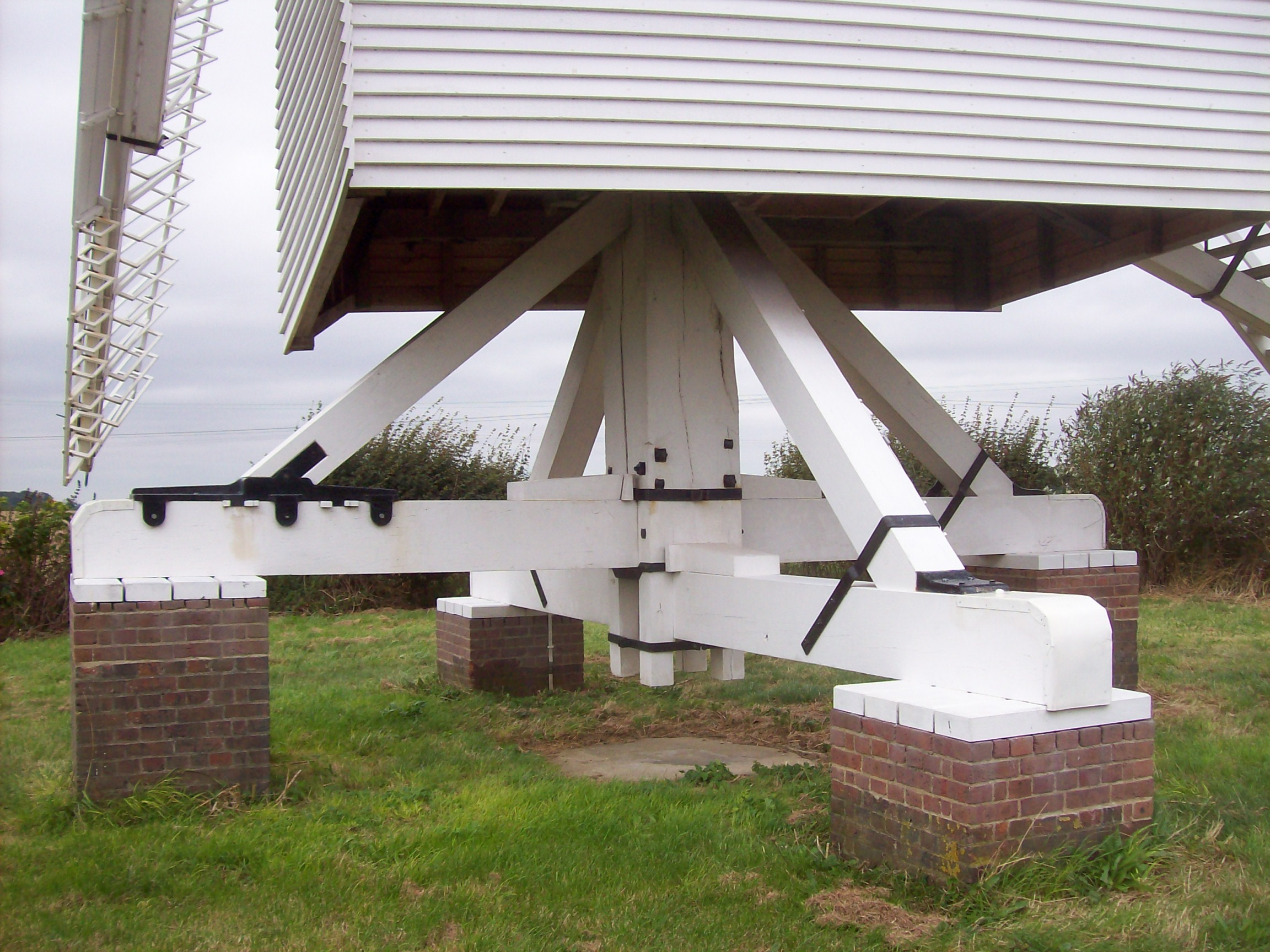
Горизонтальні балки стільця на підмурках і вертикальний брус з підкосами
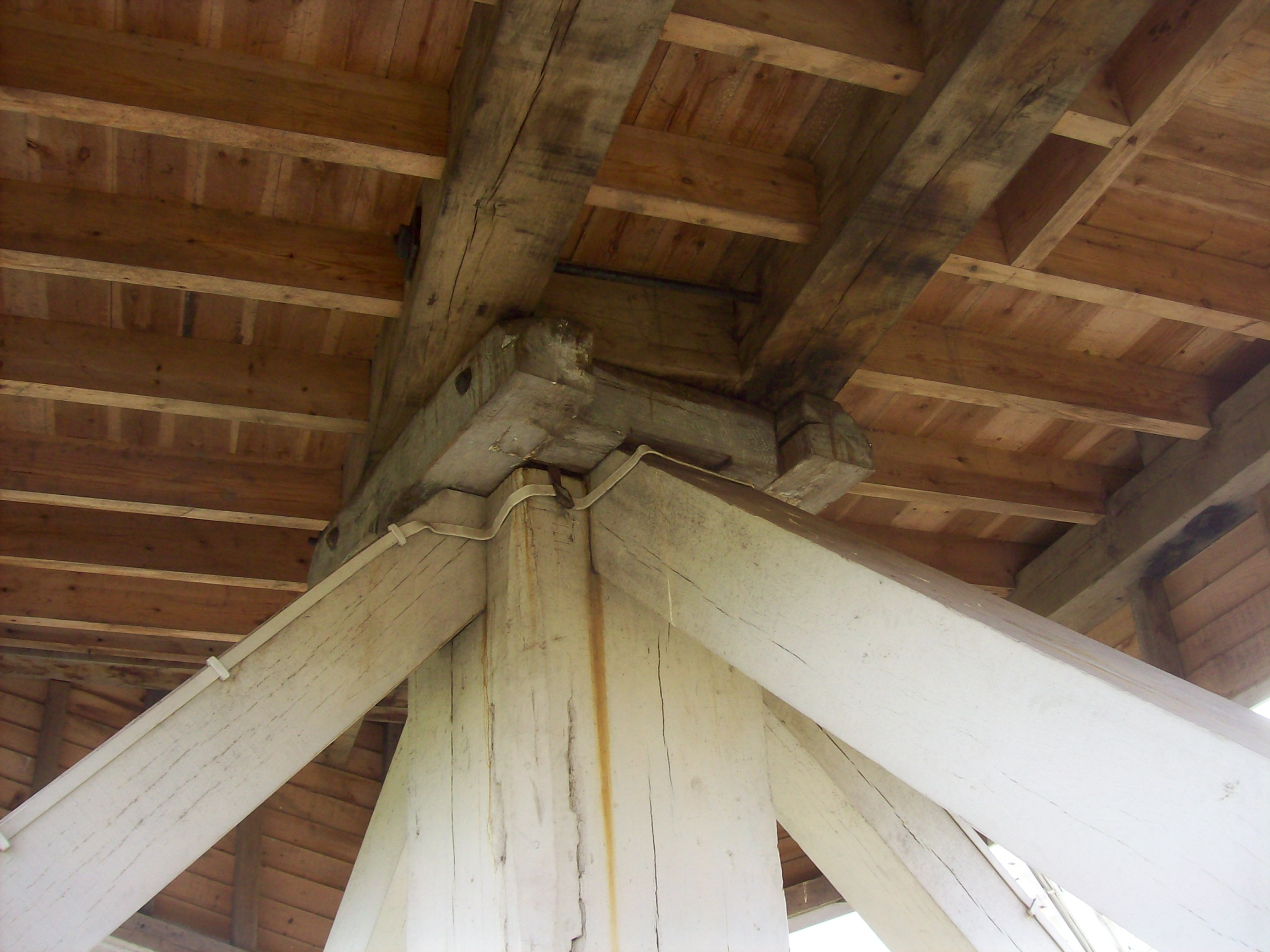
Сідло над підкосами і балки над ним
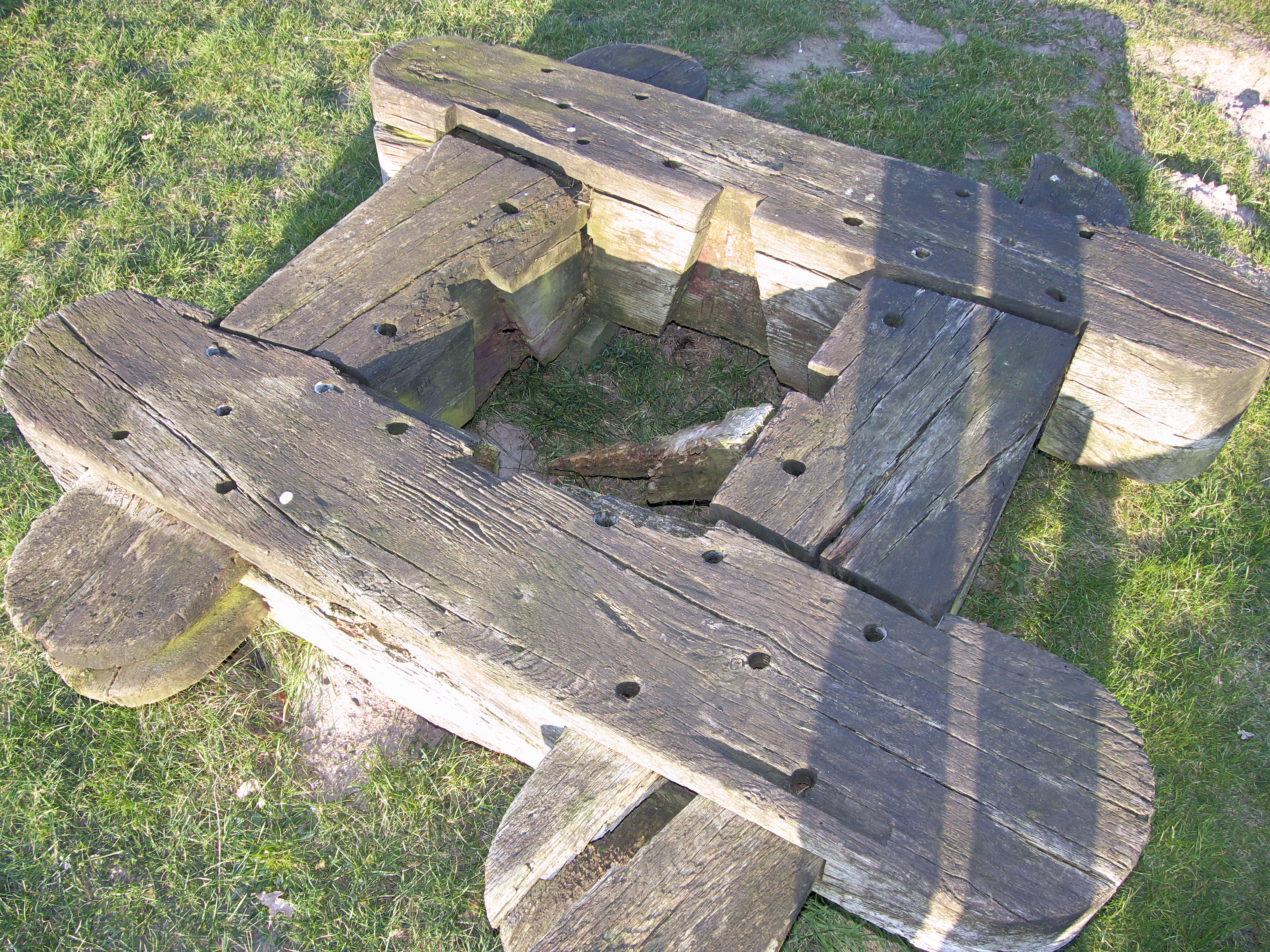
Зняте сідло
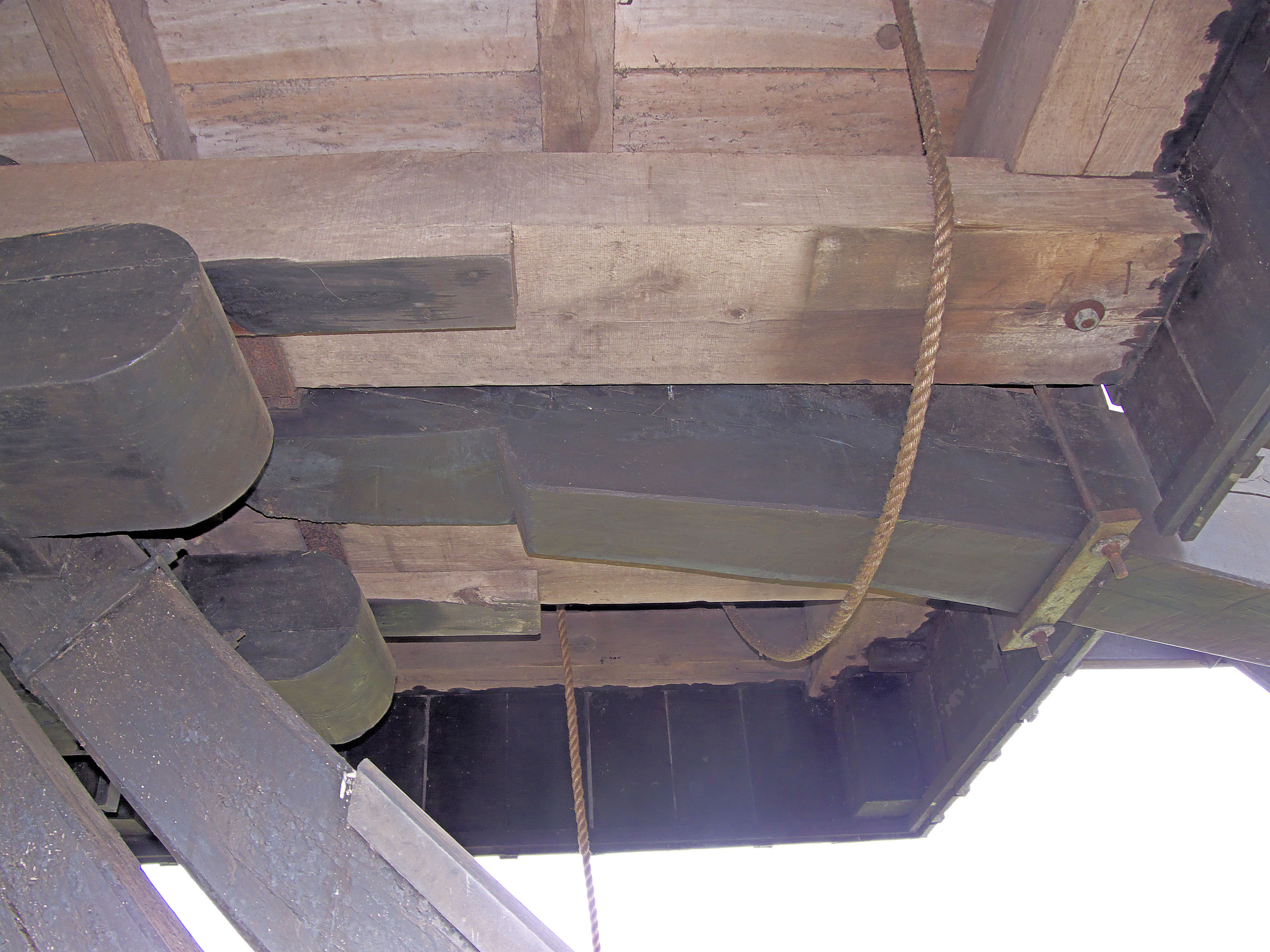
Кінець воротила між балками
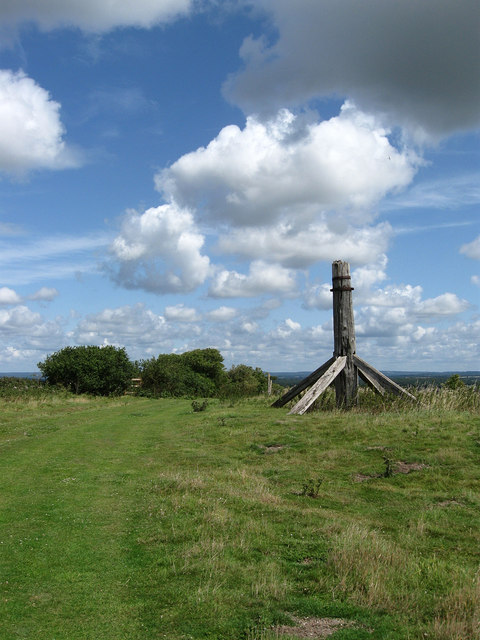
Поворотний стілець зруйнованого вітряка

Вітряки на конічних опорах (раундгаузах)
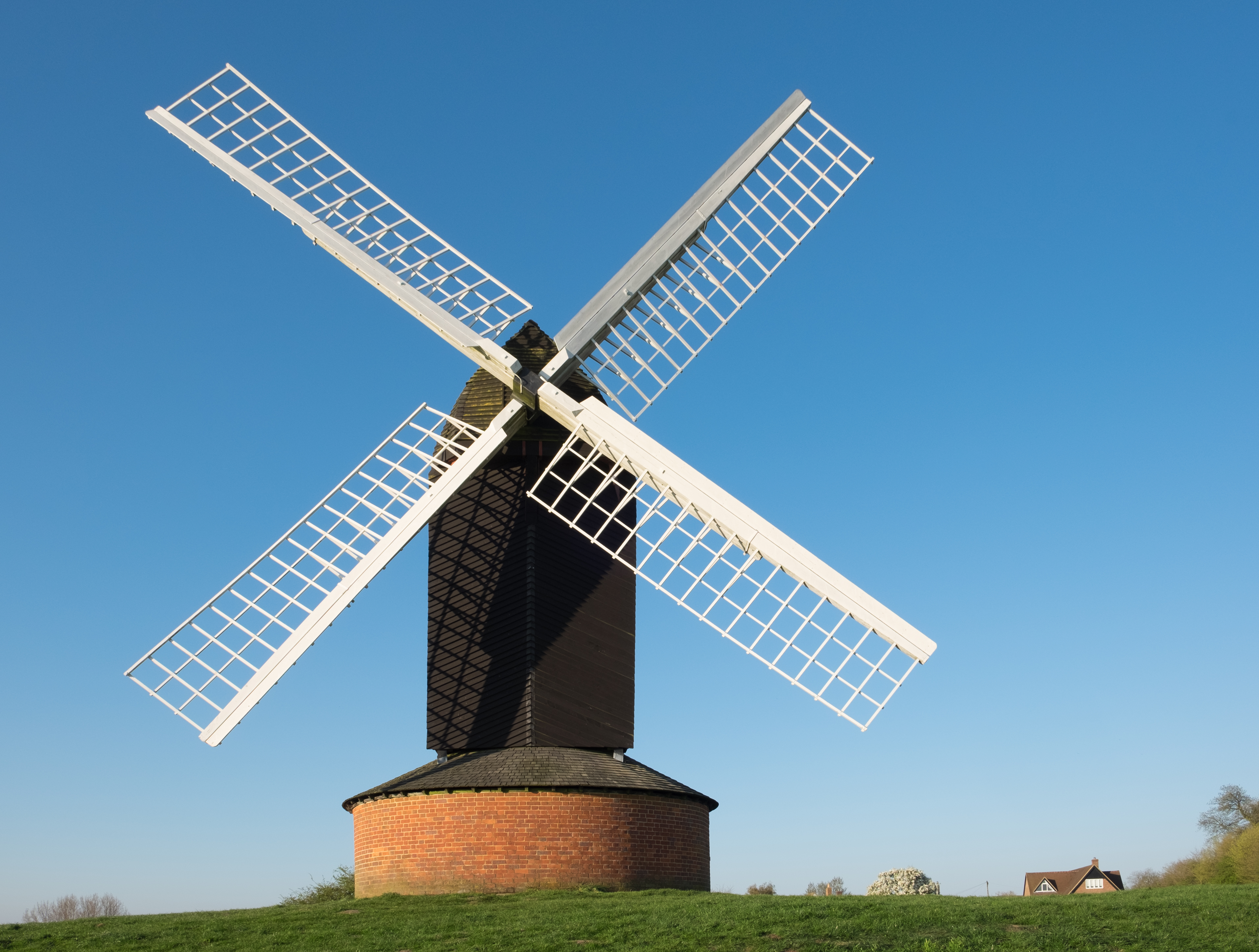
Вітряк у Бриллі, Бакінгемшир, Англія.
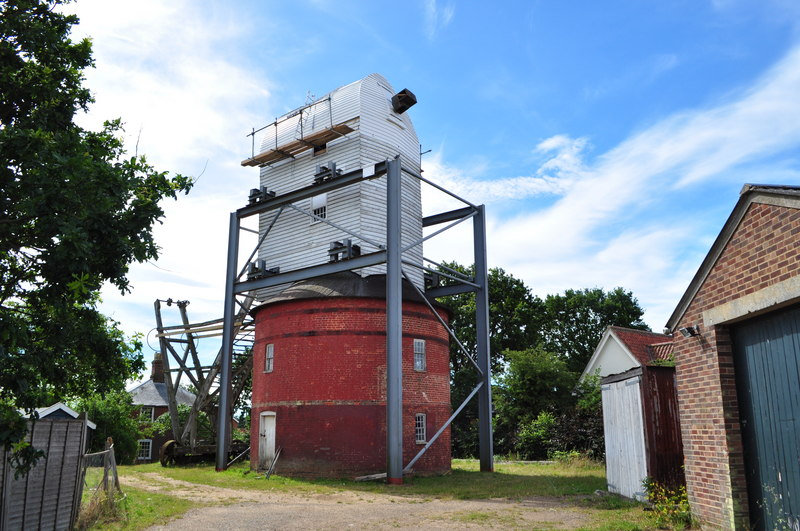
Вітряк поблизу Фристона, Саффолк, Англія.
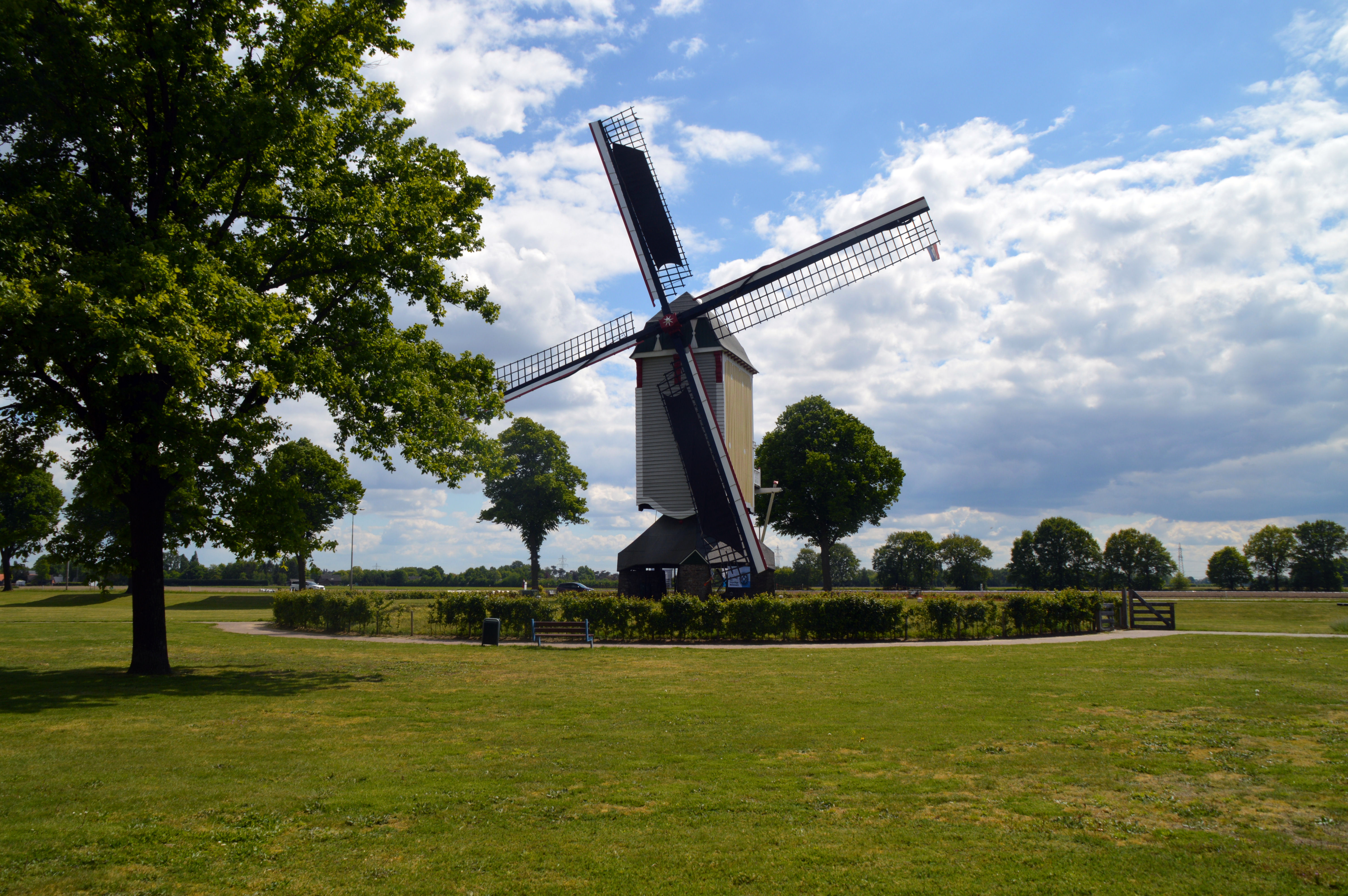
Вітряк «Аврора» (1845), Баексем, Нідерланди.
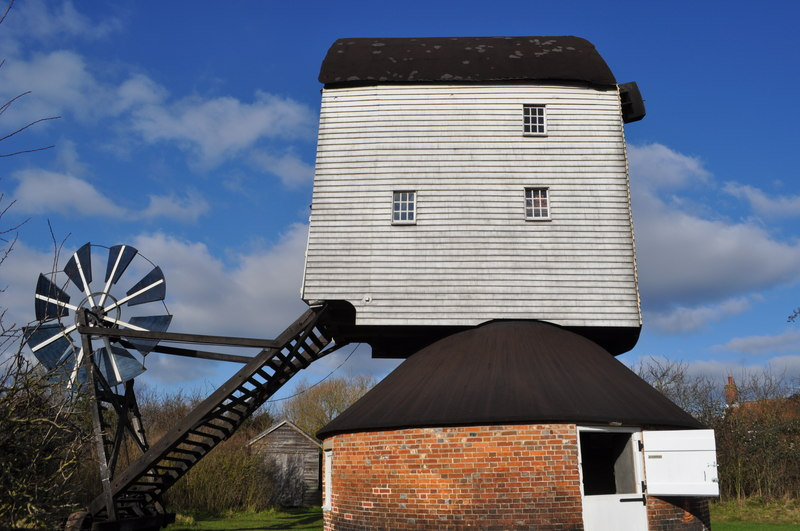
Вітряк у Гарболдісгемі, Норфолк, Англія; крила демонтовані.
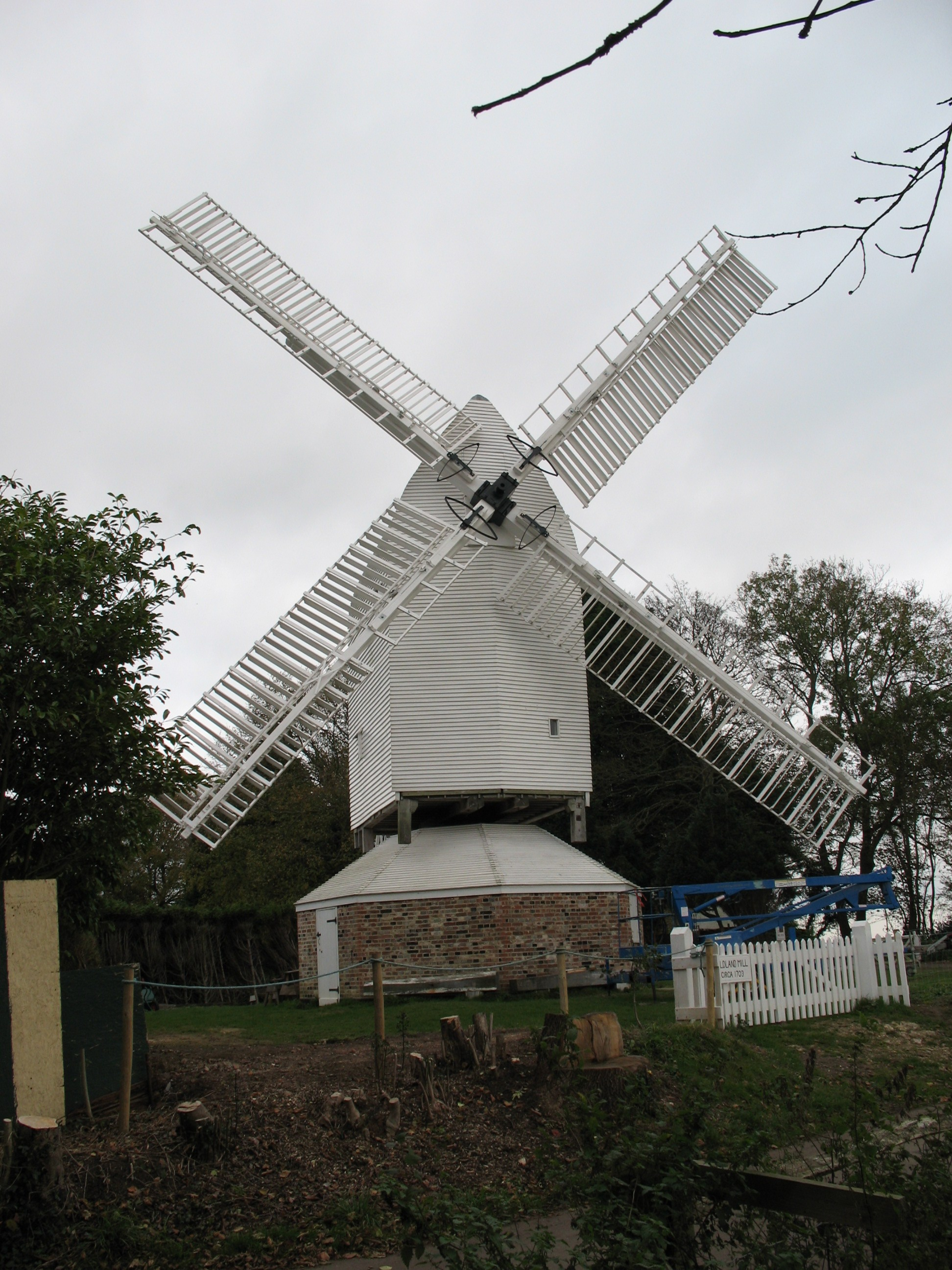
Вітряк у Гессоксі, Західний Сассекс, Англія.
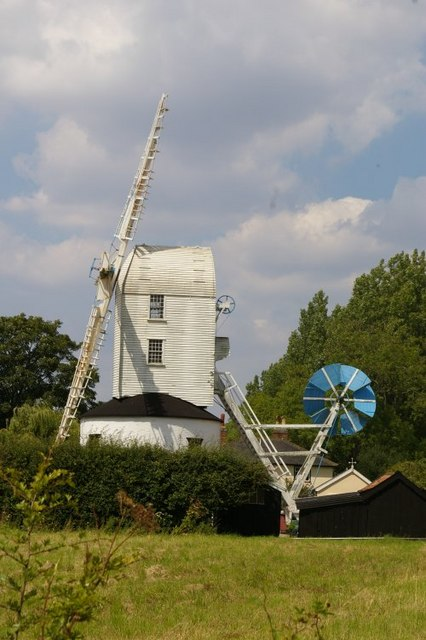
Вітряк у Сакстід-Гріні, Англія.

Колчанові вітряки
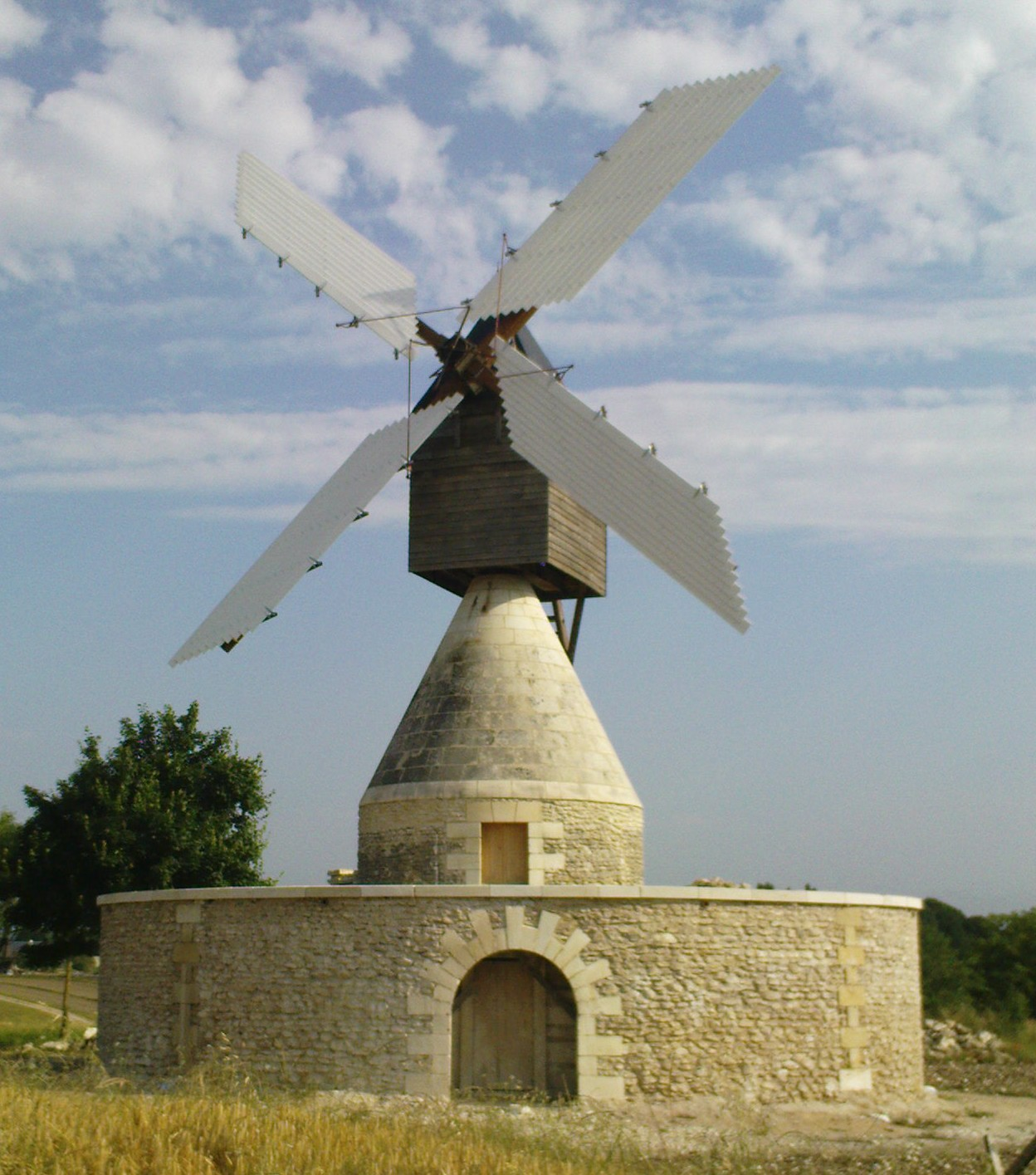
«Вітряк Егремонів», Блере, Франція.
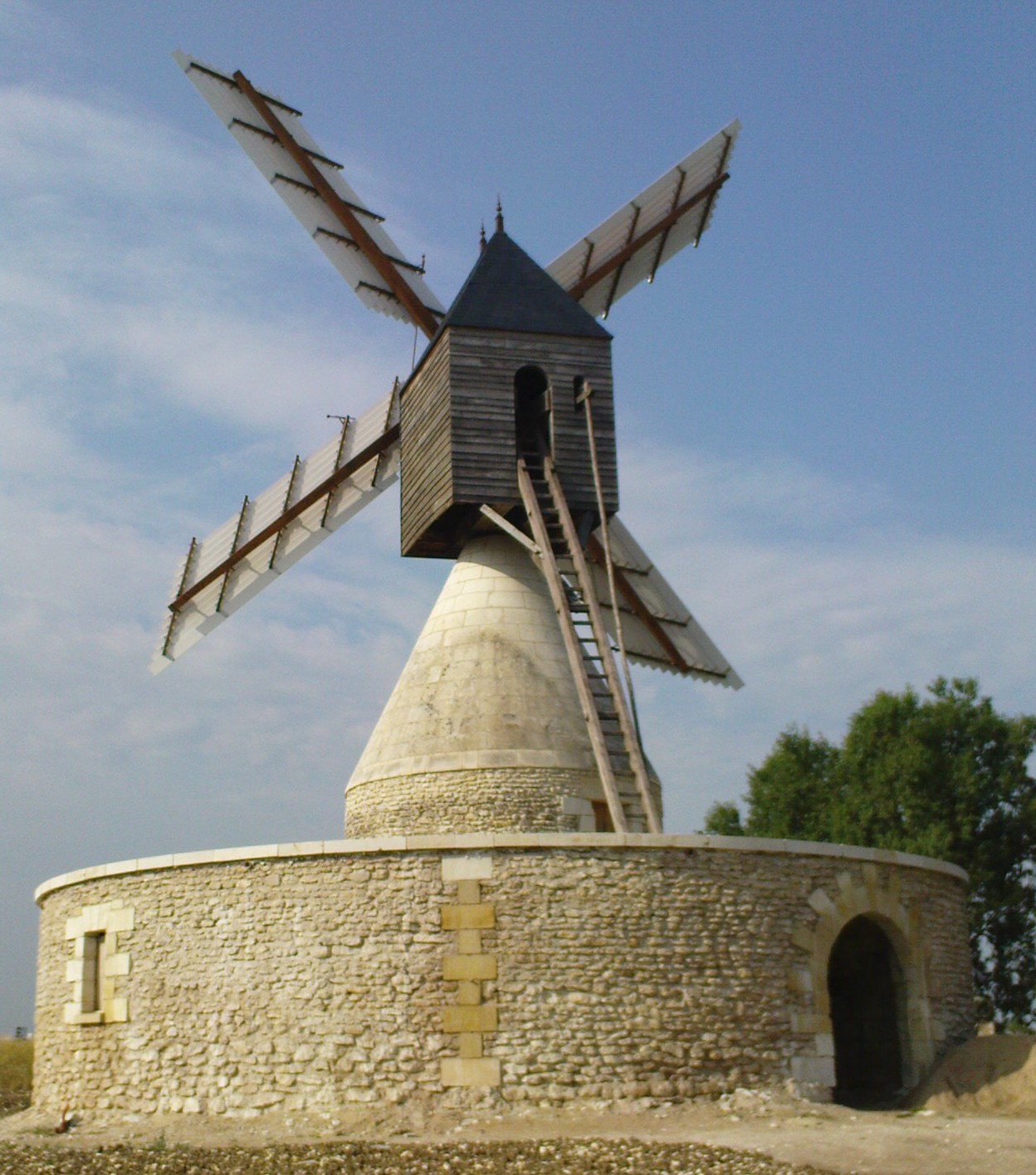
«Вітряк Егремонів», вигляд ззаду.
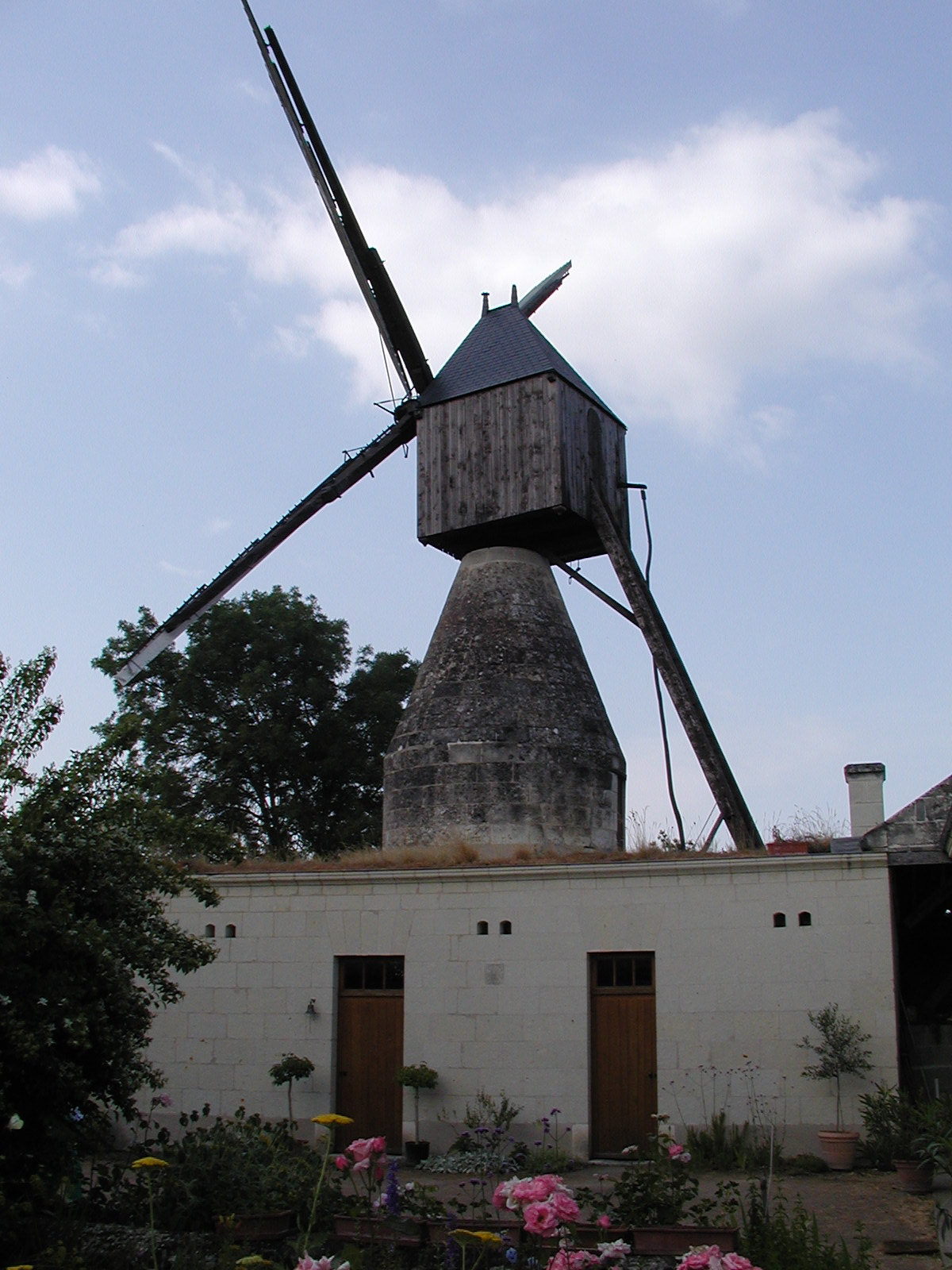
Вітряк «Ле-Шан-дез-Іль», Варенн-сюр-Луар, Франція.
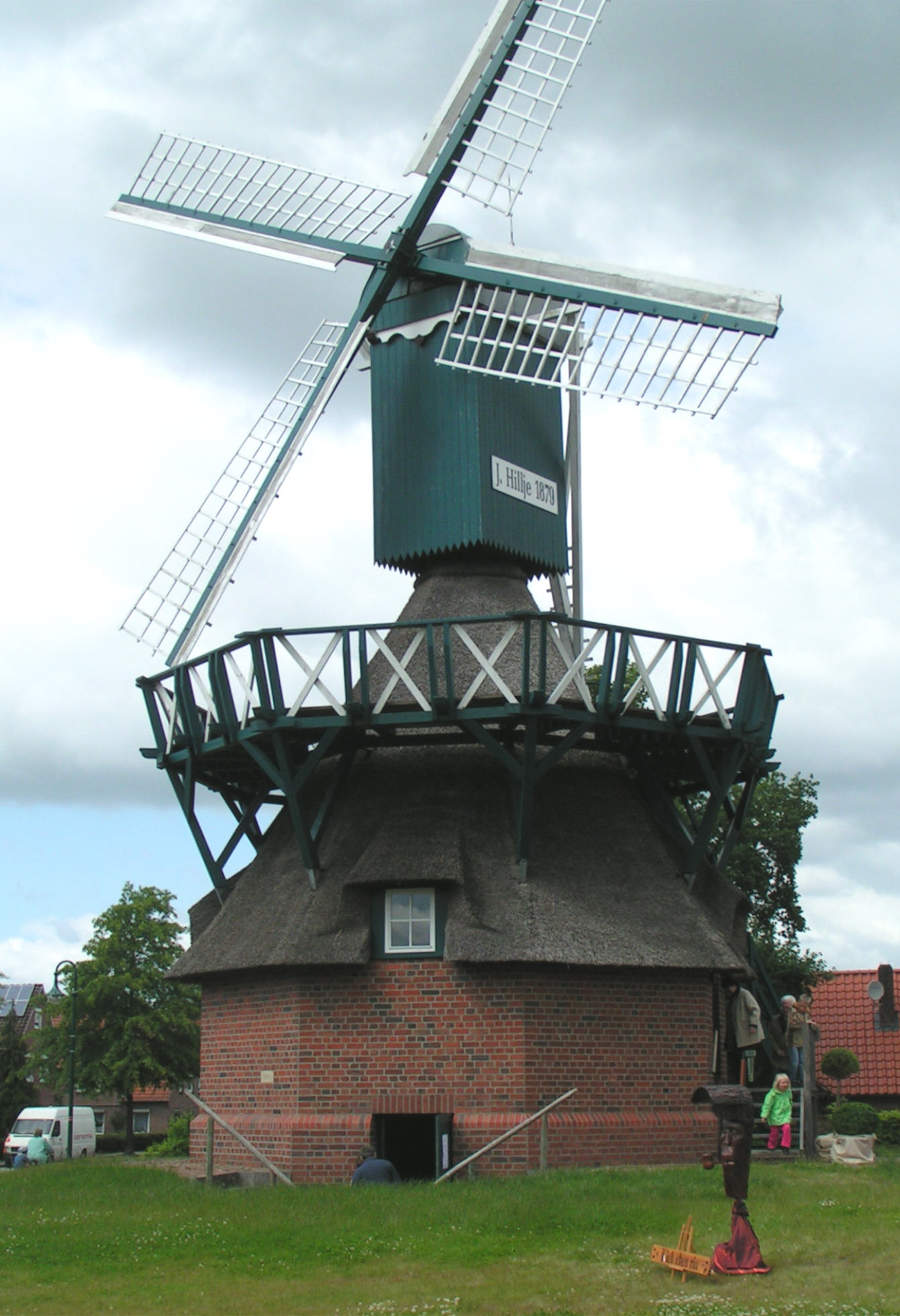
Колчановий вітряк з галереєю. Едевехт, Німеччина.
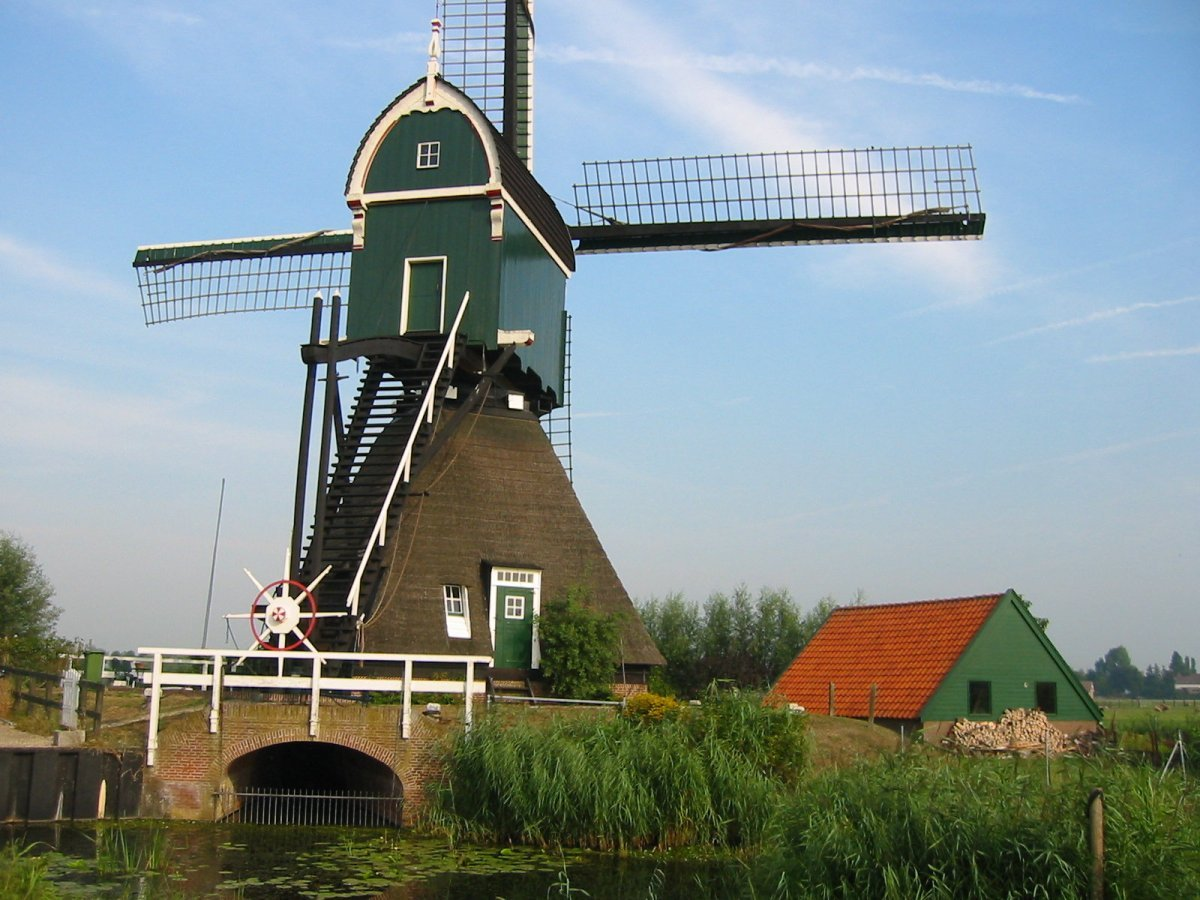
Вітряк-насос Ботерслотсе, Нідерланди.
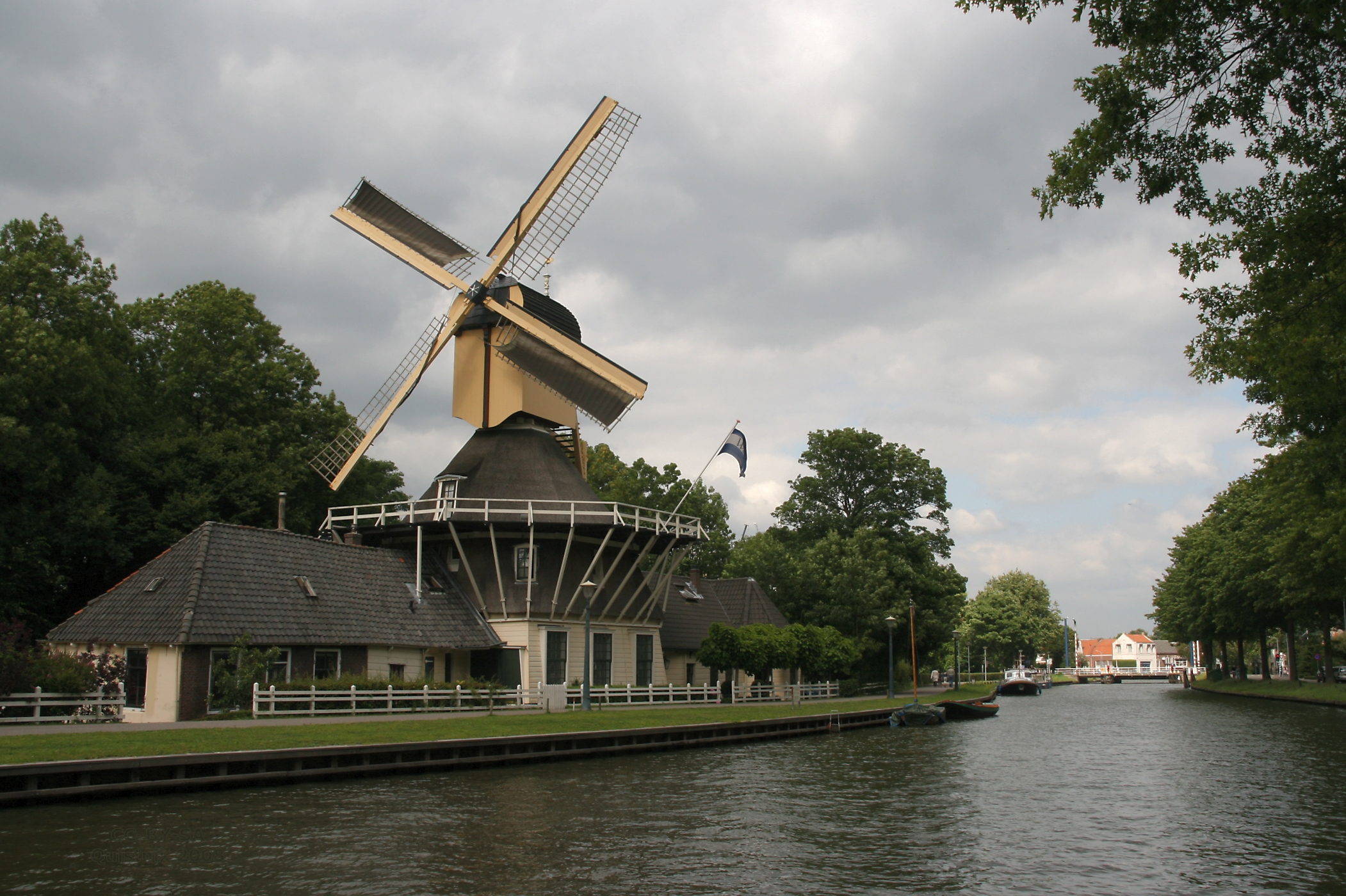
Вітряк у Веспі, Нідерланди.
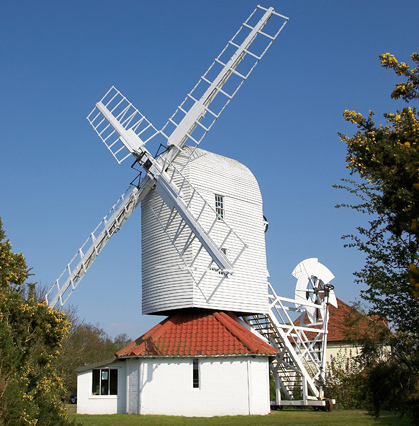
Вітряк у Торпенессі, Саффолк, Англія.